# Finistère
Pour les articles homonymes, voir Cap Finisterre et Penn-ar-Bed.
Pour les articles ayant des titres homophones, voir Finistair et Finisterre.
Le Finistère (/fi.nis.tɛʁ/  ; en breton : Penn-ar-Bed, /ˌpɛnarˈbeːt/) est un département français situé en région Bretagne. L'Insee et La Poste lui attribuent le code 29.
Quimper, la deuxième agglomération du Finistère, en est le chef-lieu, et Brest (première agglomération), Morlaix et Châteaulin, respectivement premier, troisième et quatrième arrondissements, en sont les sous-préfectures.

## Toponymie
Le Finistère tire son nom (littéralement fin de la terre) de sa localisation géographique ; selon l'Annuaire statistique du département du Finistère pour l'an XII de la République, le département doit son nom à l'abbaye Saint-Mathieu de Fine-Terre, dite en latin « Sanctus Mattheus finis terræ » ou « in finibus terræ » (soit Saint-Mathieu du bout du monde) ; ceci est confirmé par Pol de Courcy qui précise que la suppression d'un « r » dans le mot est liée à la volonté d'éviter une confusion avec le Cap Finisterre (Galice).
Le Finistère est totalement inclus dans la Basse Bretagne, qui comprend aussi les parties occidentales et de tradition bretonnante des Côtes-d'Armor et du Morbihan. 
En breton, on nomme ce département Penn-ar-Bed, qui signifie « tête », ou début, du Monde.
Pour contrebalancer l'impression de « bout du monde » que le nom français peut susciter, et se rapprocher du nom breton, un slogan a été inventé en 2011, devenu une marque commerciale : « Tout commence en Finistère ».

## Géographie
| Mer Celtique Mer d'Iroise | Manche           |                        |
| Océan Atlantique          | Finistère        | Côtes-d'Armor Morbihan |
|                           | Océan Atlantique |                        |

Le Finistère, photographié par la mission Sentinel-2. Zoomez pour voir cette image à sa pleine résolution de 10 m. Des champs recouvrent la campagne française et dominent cette image prise le 27 septembre 2018. La ville de Brest est visible à gauche de l'image, le long de la baie abritée, près de la pointe ouest de la presqu'île. Ouessant, et les îles d'Iroise se trouvent à environ 30 km de la côte française et sont visibles à gauche de l'image.

Le Finistère est situé à l'extrémité ouest de la Bretagne. Il est bordé au nord, à l'ouest et au sud par la Manche, la mer Celtique (intégrant la mer d'Iroise) et l'océan Atlantique.
Premier département côtier de France, il compte 117 communes littorales sur 282, soit plus d'un dixième des communes littorales françaises, et 2 263 km de côtes, selon une mesure réalisée en 2022 par le SHOM en 2022 conclut même, grâce à de nouveaux appareils de mesure d'une précision de 5 mètres, soit plus de 10% du littoral français. La côte est en effet très découpée et se divise en caps : cap Sizun ; en baies : rade de Brest, baie de Douarnenez, baie d'Audierne, baie de Concarneau, en presqu'îles : presqu'île de Crozon et en rias : Laïta, Aven, Bélon, Odet, Aber Wrac'h, rivière de Morlaix. Selon la base de données topographique de l'IGN (BD TOPO (C)), la longueur de côte du département s'établit à 1 430,8 km avec les îles, 1 273,3 km sans les îles, et sa limite terrestre à 220,3 km.
L'estran, particulièrement étendu, présente une surface de 275 km2 entre les laisses de basse et haute mer comme définies par la BD TOPO.
La zone marine à l'ouest du Finistère se nomme mer d'Iroise. Elle inclut plusieurs îles ou îlots dont : Ouessant et l'archipel de Molène, l'île de Batz, l'île de Sein au large de la pointe du Raz et l'archipel des Glénan au sud.

Paysages du Finistère :
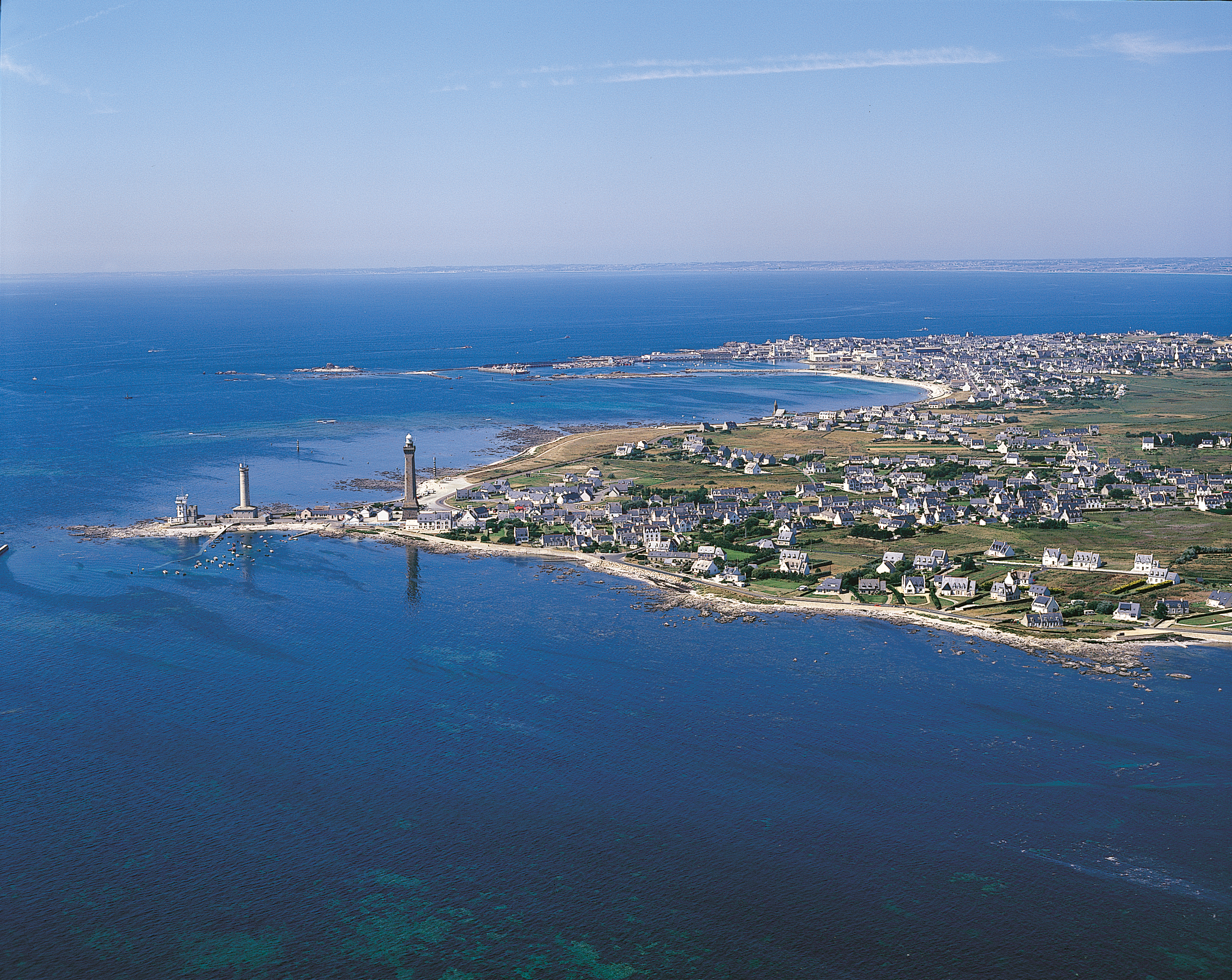
La pointe de Penmarch, dans le sud-ouest.
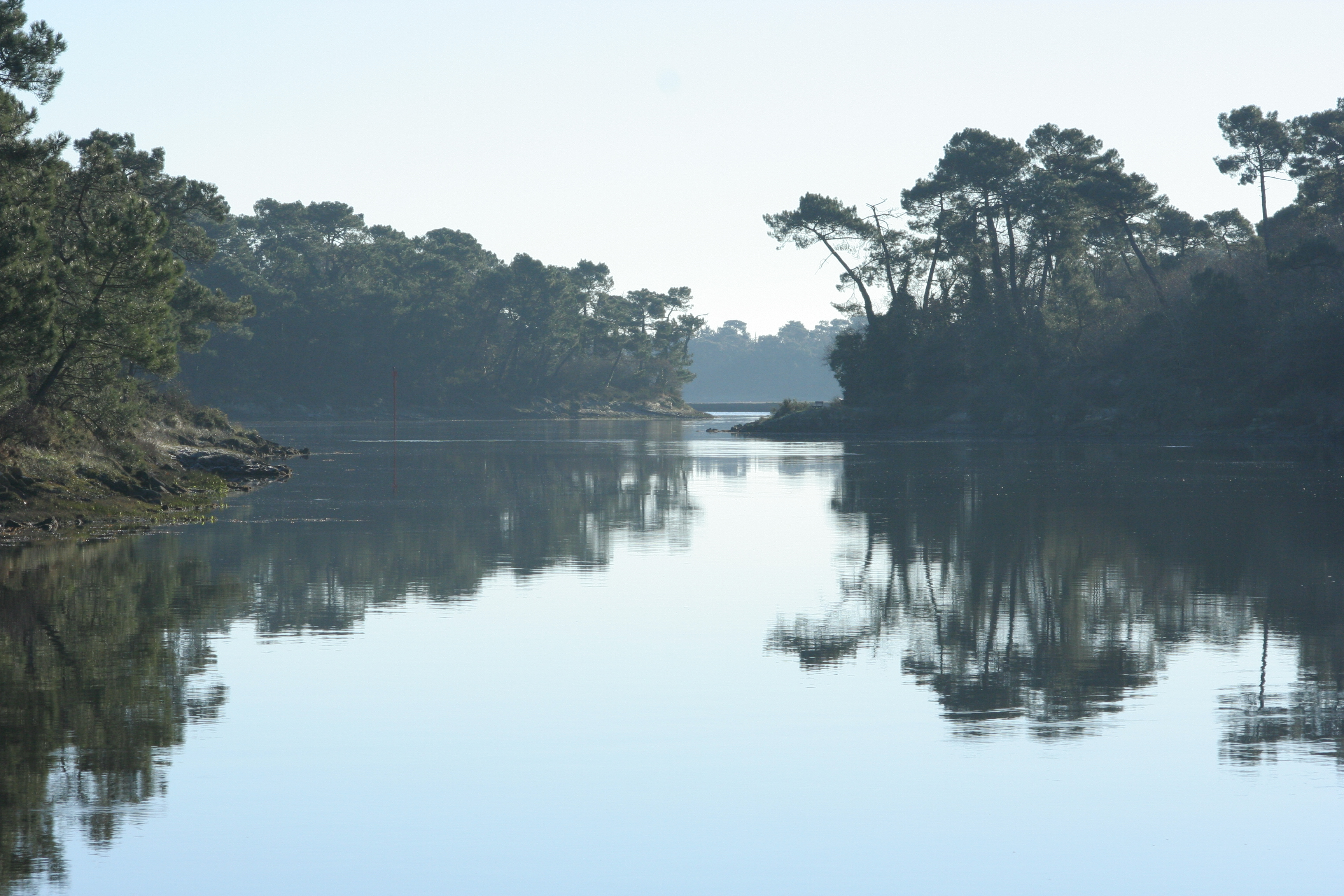
La rivière de Pont-l'Abbé, dans le sud-ouest.
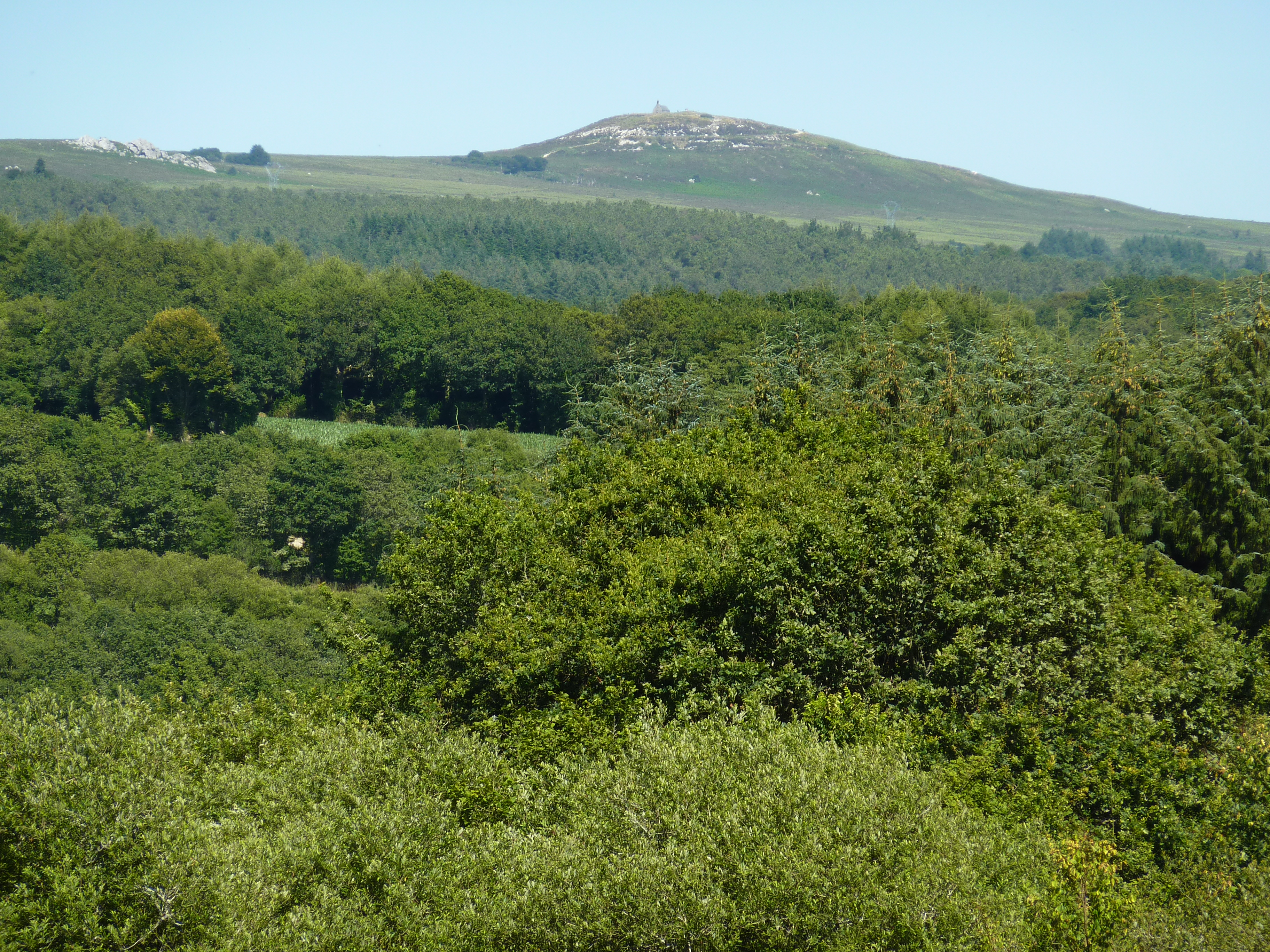
Le mont Saint-Michel « de Brasparts » à l'intérieur des terres.

### Climat
- > 1 500 mm
- 1 400 à 1 500 mm
- 1 300 à 1 400 mm
- 1 200 à 1 300 mm
- 1 100 à 1 200 mm
- 1 000 à 1 100 mm
- 900 à 1 000 mm

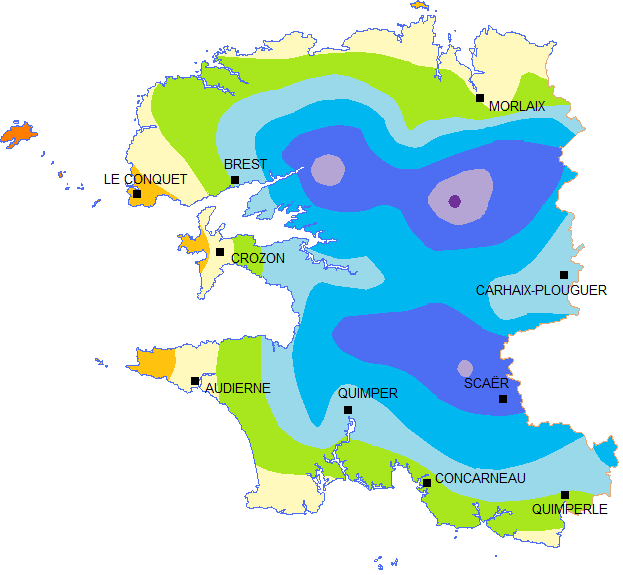
Carte de précipitations annuelles dans le Finistère (moyenne sur la période 1997-2006).
> 1500 mm
1400 à 1500 mm
1300 à 1400 mm
1200 à 1300 mm
1100 à 1200 mm
1000 à 1100 mm
900 à 1000 mm
800 à 900 mm
< 800 mm

Le climat du Finistère présente les caractéristiques d'un climat tempéré océanique sous l'influence du Gulf Stream et des perturbations atlantiques.
Il se caractérise généralement par des hivers doux et des étés frais. Les précipitations sont assez abondantes et étalées sur toute l'année, avec un maximum durant les mois d'hiver. Elles augmentent sensiblement à l'intérieur des terres et sur le relief. Alors que l'île d'Ouessant reçoit moins de 800 mm de précipitations par an, les sommets des monts d'Arrée reçoivent plus de 1 500 mm. Les gelées ainsi que la neige sont rares, surtout dans les îles. La présence du vent est une autre caractéristique de ce climat.

### Relief et géologie

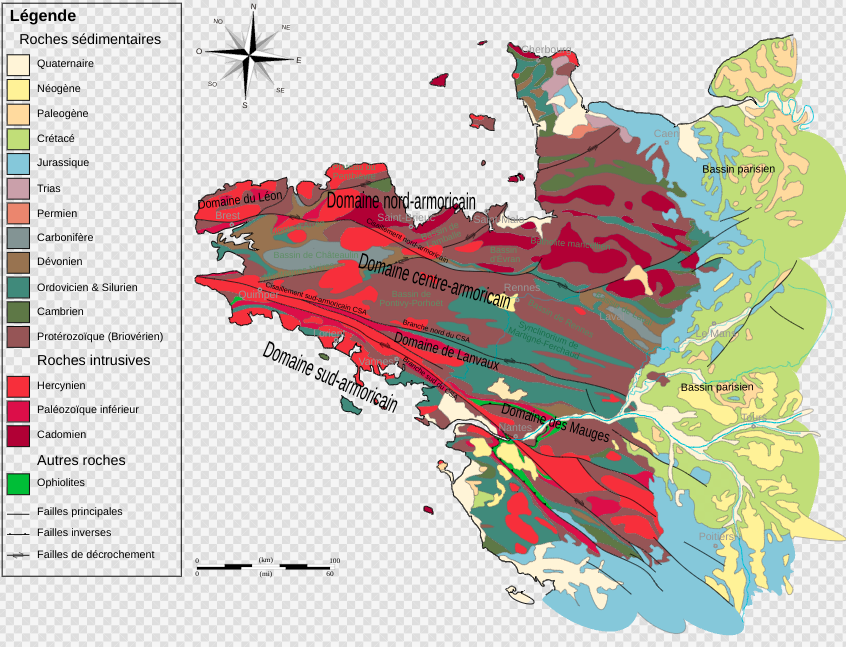
Carte géologique simplifiée du Massif armoricain.

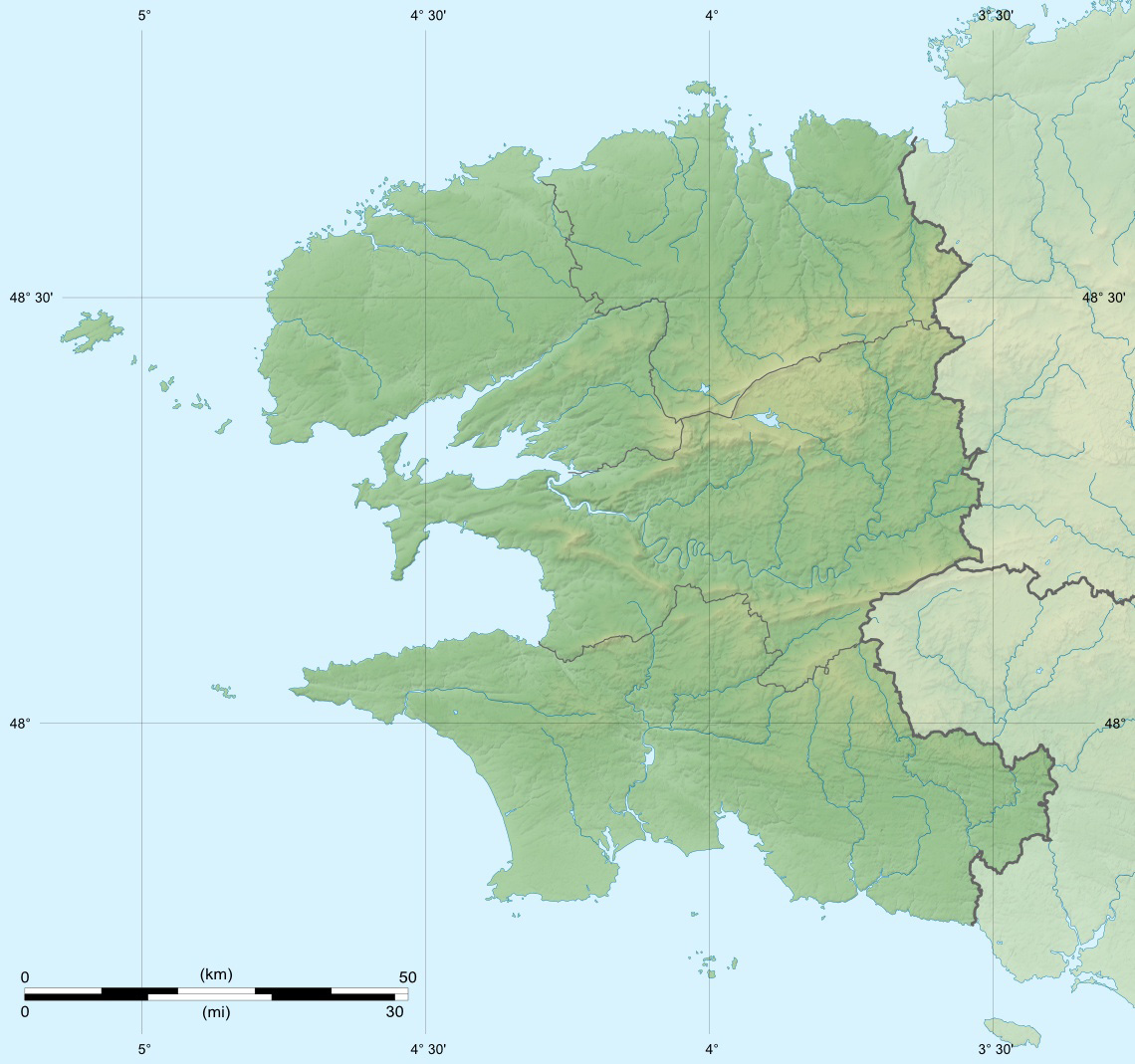
Le relief du Finistère, partie intégrante du massif armoricain.

D'un point de vue géologique, le Finistère appartient au Massif Armoricain. Il est séparé en trois domaines distincts (Domaines Nord - Centre - Sud - Armoricains), séparés par des zones de cisaillement majeures : le Cisaillement Nord Armoricain (au nord) et le Cisaillement Sud Armoricain (au sud). Il est constitué essentiellement d'un socle cadomien (schisto-gréseux au centre et correspondant à la presqu'île de Crozon et au bassin de Châteaulin, granitique et gneissique au nord et au sud et correspondant au plateau du Léon et de Cornouaille, les deux avancées majeures du département vers l'ouest) et d'une couverture paléozoïque étagée du Cambrien au Carbonifère, soumise à des déformations hercyniennes et des intrusions granitiques.
Les roches les plus résistantes à l'érosion, le grès, le quartzite et le granite ont donné naissance aux principaux reliefs du Finistère. Malgré leur faible altitude, ceux-ci ne dépassent en effet jamais les 400 mètres, la vigueur de leurs pentes et l'aspect le plus souvent désolé de leurs sommets, leur a valu le qualificatif de montagnes. Au sud du plateau léonard et au nord du bassin de Châteaulin, s'étend la chaîne des monts d'Arrée (point culminant : le Roc'h Ruz : 385 mètres) et au sud du bassin de Châteaulin et au nord de la vallée de l'Odet, celle des montagnes Noires (point culminant : le Roc Toullaëron : 318 mètres). Se détachant des montagnes Noires, à l'ouest, le lourd dôme du Ménez-Hom (329 mètres) et la montagne de Locronan (284 mètres), forment quant à eux des reliefs isolés mais importants.

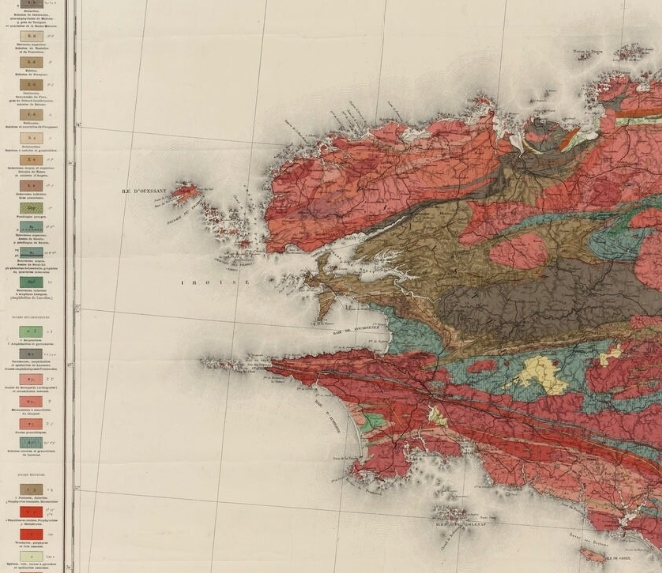
Carte géologique du Finistère.
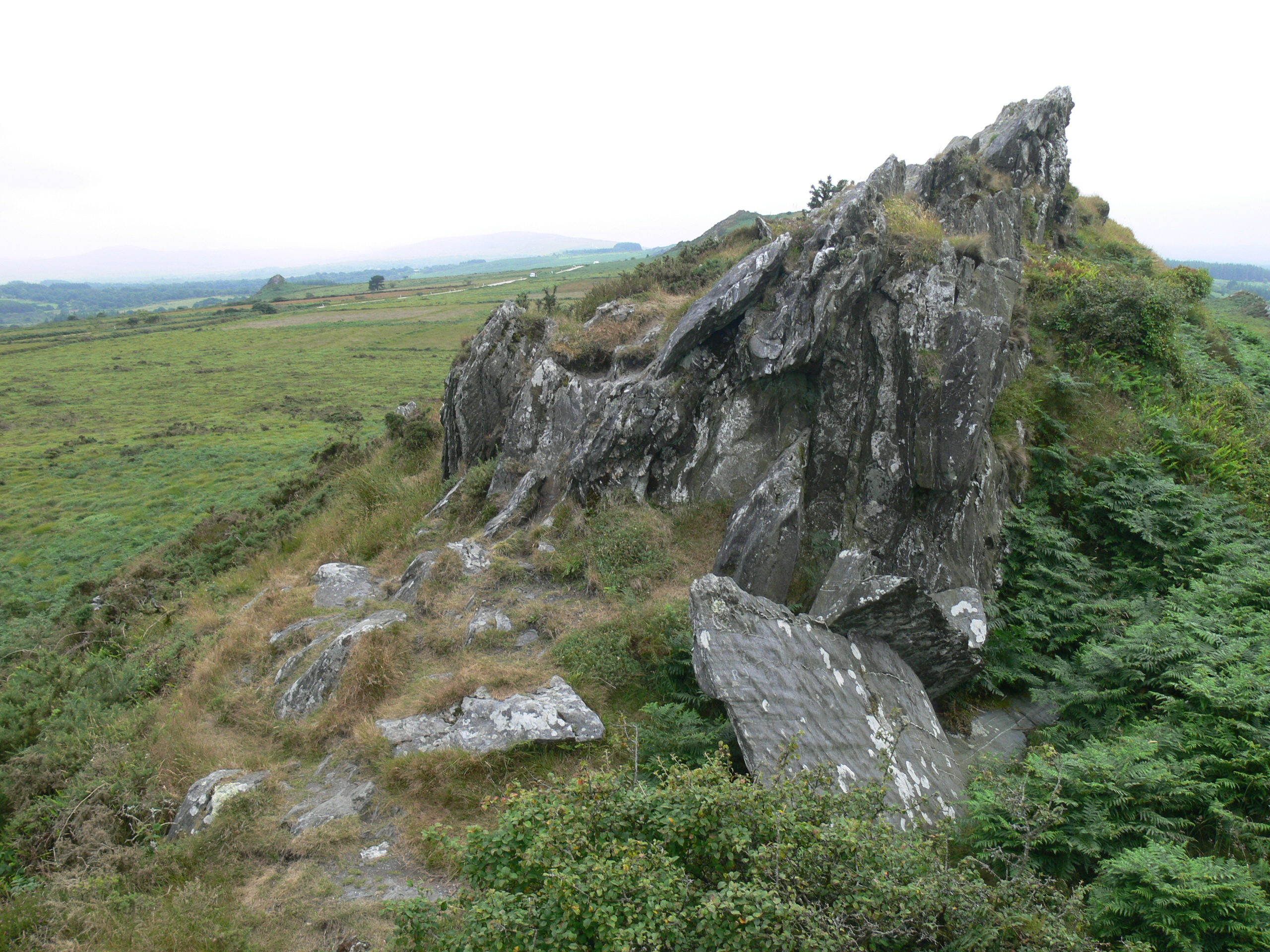
Le Roc'h Trevezel, un des sommets des Monts d'Arrée.

### Hydrographie

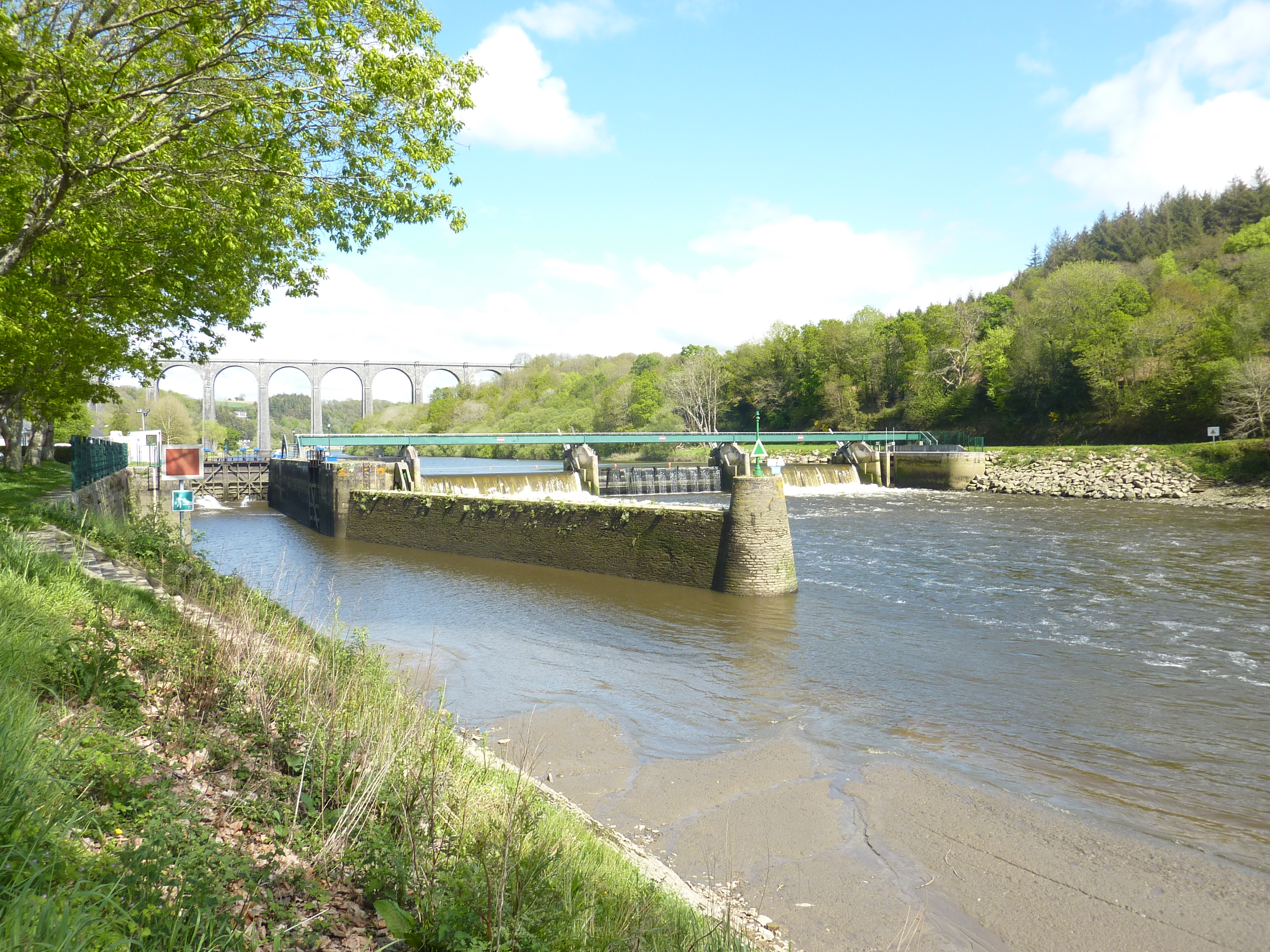
L'Aulne à Port-Launay au niveau de l'écluse de Guili Glaz.

Le département du Finistère est drainé par de nombreux fleuves côtiers qu'alimente un réseau dense de petites rivières et de ruisseaux. L'Aulne, le plus important d'entre eux, draine une large zone centrale du département enserrée entre les monts d'Arrée au nord et les montagnes Noires au sud, et formant une dépression appelée communément le bassin de Châteaulin. Le sud du département est drainé par l'Ellé, l'Aven, le Bélon, le Moros, l'Odet, la rivière de Pont-l'Abbé et le Goyen. Le nord du département est drainé par l'Élorn, l'Aber-Benoît, la Penzé, le Douron. Ces cours d'eau, bien que de taille modeste, ont creusé de profondes vallées. Celles-ci ont été envahies dans leur partie basse par la mer à la suite de la transgression marine survenue à la fin du pléistocène et forment de pittoresques vallées maritimes s'enfonçant profondément dans les terres. Dans la région léonarde, on emploie communément le terme local « aber » pour les désigner : aber Wrac'h, aber Benoît. Il en résulte que la côte finistérienne est très découpée. La tranche d'eau écoulée annuellement par les cours d'eau finistériens présente toujours une valeur élevée (758 mm par an pour l'Odet à Quimper et 679 mm par an pour l'Élorn à Plouédern) en raison de l'abondance des précipitations et de la vigueur des pentes moyennes.

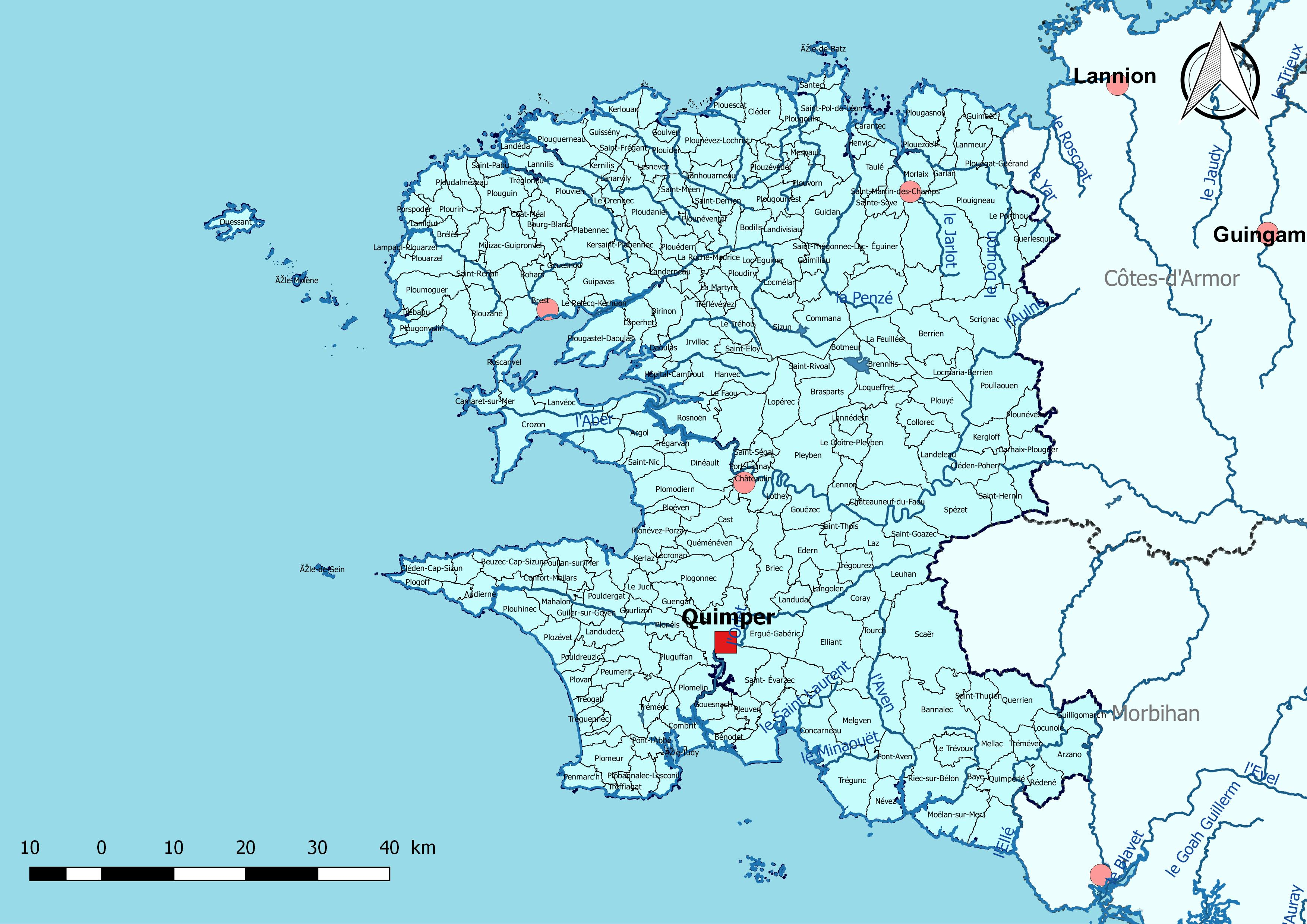
Le Finistère est entièrement dans le bassin DCE Loire-Bretagne.
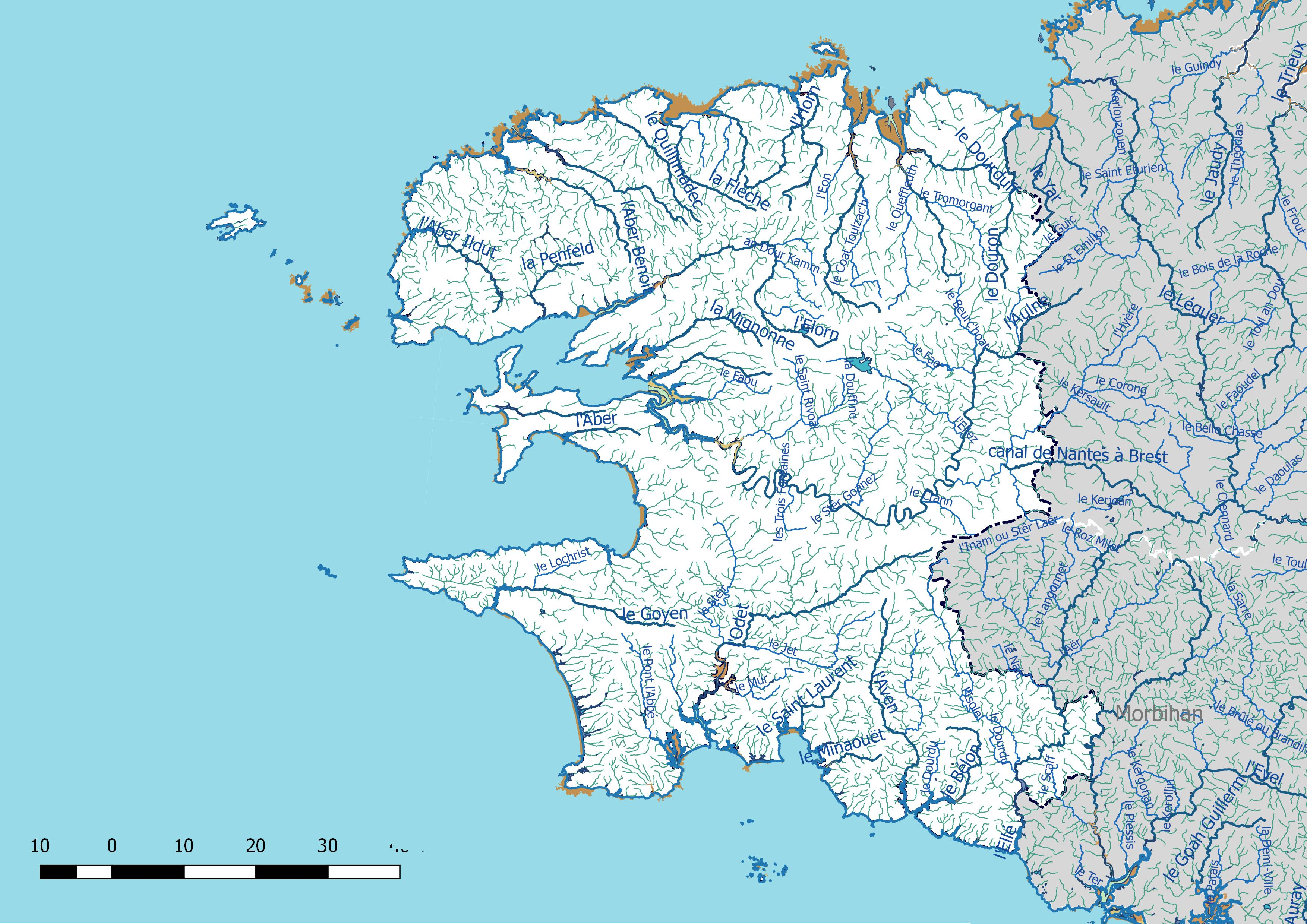
Carte de l'ensemble du réseau hydrographique du Finistère.

## Histoire

### Préhistoire
Les découvertes archéologiques concernant le paléolithique ont toutes été faites le long du littoral.

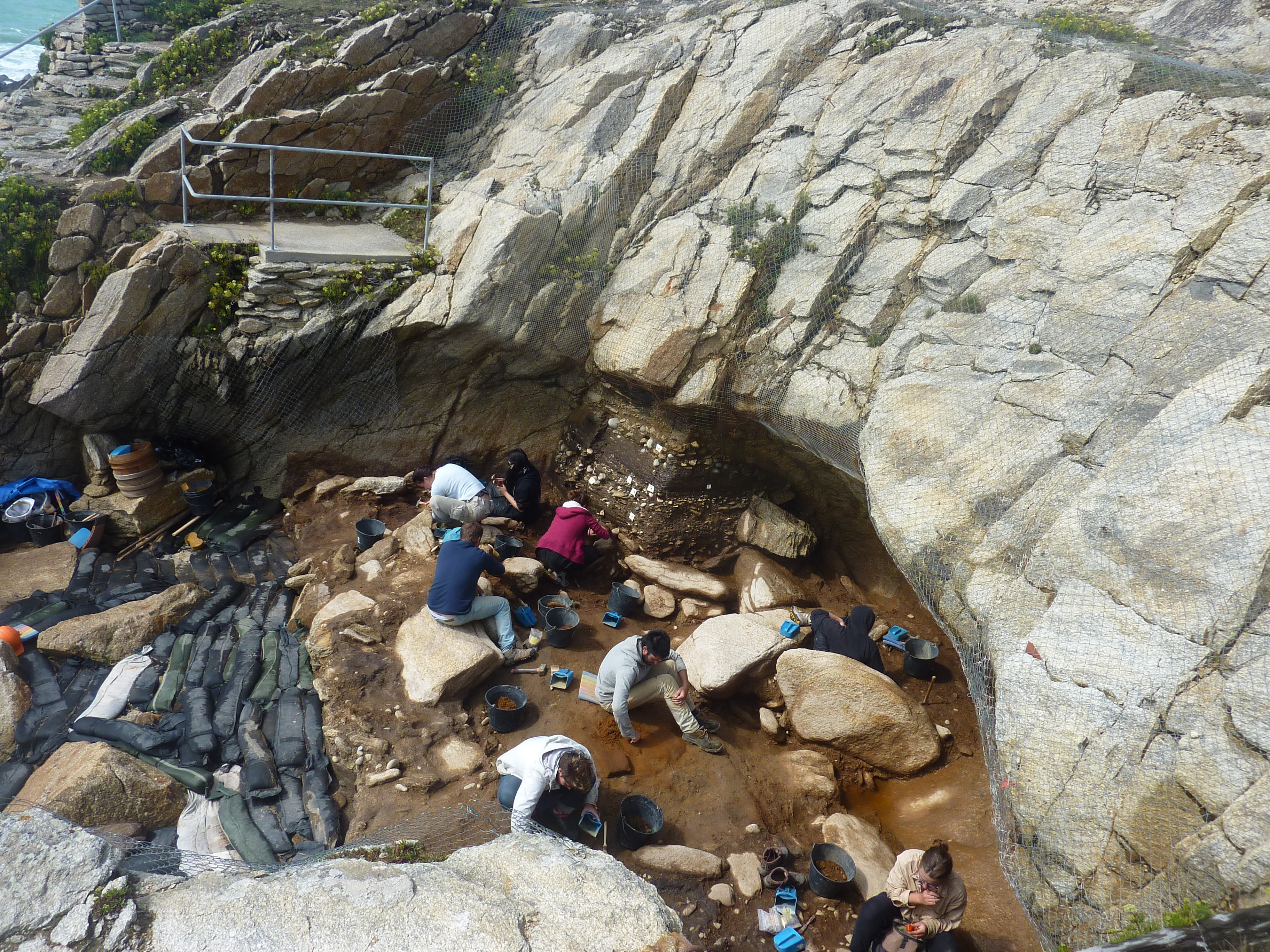
La grotte effondrée de Menez Dregan en période de fouilles.

Le Finistère est habité depuis les âges les plus reculés : l'ancienne grotte marine de Menez Dregan, en Plouhinec est habitée dès le paléolithique inférieur. Des outils (des bifaces) datant de l'acheuléen ou du moustérien ont été trouvés par exemple sur la plage de Treisseny en Kerlouan, mais aussi à Kervouster en Guengat L'acidité des sols explique qu'aucun reste humain n'ait été conservé.
Au mésolithique des sites où des traces de la présence humaine ont été trouvées sont plus nombreux, par exemple à la Pointe de la Torche en Plomeur, à Kergalan et Kervoyen en Plovan, à la Pointe Saint-Michel en Plouguerneau, etc. ; l'intérieur commence à être fréquenté, parfois lié à un habitat troglodytique datant de l'époque azilienne (environ 10 000 ans avant J.-C.) comme dans la grotte de Roc'h Toul en Guiclan, mais aussi à Brennilis et ailleurs.
Au néolithique se répand la civilisation mégalithique : de grands cairns dolméniques comme celui de Barnenez en Plouezoc'h et celui de Gosseac'h en Carhaix datent du début du néolithique ; plus de 1 000 menhirs (celui de Plouarzel est le plus haut) et dolmens (par exemple celui du Mougau en Commana) sont recensés dans le département, sans compter tous ceux qui ont été détruits. Des alignements mégalithiques imposants, mais en partie détruits (les Alignements de Lagatjar à Camaret comptaient plus de 600 menhirs), voire presque totalement (Alignements de la Madeleine en Plomeur).
L'Âge du bronze voit éclore la civilisation des tumulus, dénommée ainsi en raison des sépultures individuelles sous tumulus pratiquées. L'essor de la métallurgie est illustré par les nombreux dépôts de haches (haches à rebords, haches à douille, etc.), de lances, d'épées, de poignards, retrouvés.
À l'Âge du fer l'agriculture sur brûlis est pratiquée, comme l'illustre les souterrains retrouvés, des chambres creusées dans le sol, servant probablement de refuge pour les hommes et la conservation des denrées, comme celui de Tréglonou.

### Antiquité
À l'époque antique, le Finistère était habité par le peuple gaulois armoricain des Osismes (Celtes). Après la conquête romaine le territoire relevait de la province de Gaule lyonnaise. Le chef-lieu des Osismes fut installé à Vorgium (l'actuelle Carhaix). Pendant l'époque gallo-romaine l'actuel Finistère fut en bonne partie défriché, des voies romaines construites (reliant notamment les principales cités comme Vorgium, Vorganium, Gesocribate, Civitas Aquilonia, Douarnenez, etc.), des villæ construites, certaines luxueuses (par exemple le site antique du Pérennou en Plomelin ou celui de Keradennec en Saint-Frégant), d'autres plus modestes (par exemple Valy-Cloistre en La Roche-Maurice), des centres de fabrication du garum aménagés (par exemple aux Plomarc'h en Douarnenez, ainsi qu'en plusieurs autres endroits du littoral de la Baie de Douarnenez). Des gisements miniers étaient aussi exploités comme l'étain à Saint-Renan, le plomb argentifère au Huelgoat et à Poullaouen, l'or dans la forêt du Névet ou encore le fer en divers endroits, notamment à Kermoysan en Quimper.
Au cours du IIIe siècle la plupart des villas gallo-romaines furent détruites en raison de l'instabilité politique ; les pièces les plus récentes trouvées dans les nombreux trésors monétaires enfouis datent des environs de 280 (de 273 pour celui trouvé à Morgat) ; un castrum fut construit à Brest à la fin du IIIe siècle pour se protéger des pirates scots, saxons et frisons. Un siècle plus tard, il fera partie du système de défense et de contrôle de la Manche mis en place par le gouvernement impérial, le Tractus Armoricanus et Nervicanus.
La fin de l'administration romaine date, selon l'historien Zosime, du début du Ve siècle et est consécutive à de nouvelles invasions germaniques, mais était déjà en fort déclin avant (l'aqueduc de Carhaix par exemple n'est plus entretenu à partir du milieu du IVe siècle).

### Haut Moyen Âge
Le territoire des Osismes, dénommé alors Armorique, aurait été concédé aux Bretons par l'empereur Maximus à la fin du IVe siècle. Le premier témoignage de la présence de Bretons en Armorique est une lettre de l'évêque de Tours écrite entre 511 et 520. Conan Meriadec et Gradlon sont les plus célèbres des rois semi-légendaires d'Armorique.
À partir de la fin du Ve siècle, et pendant les deux siècles suivants, les Bretons, fuyant l'invasion des Angles et des Saxons, quittèrent la Grande-Bretagne pour venir s'installer en Armorique où vivaient déjà des populations celtes. Ces immigrés arrivaient avec à leur tête des évêques ou des moines, dont la tradition a fait des saints (par exemple saint Guénolé, saint Pol et saint Hervé) qui étaient à la fois leurs chefs religieux et politiques. Des villages se constituèrent, dénommés pour leur première syllabe plou (paroisse) ou parfois gwik, lan ou loc (ermitage) ou tre (trève), suivi du nom d'un saint ou d'un chef (par exemple Plougastel, Guipavas, Landerneau, Locronan, Treffiagat).
Augmenté de celui des Coriosolites, l'ancien territoire des Osismes forme alors la Létavie, bientôt appelée Nouvelle Bretagne ou Petite Bretagne. Ce berceau de la Bretagne continentale fut divisé en deux royaumes, la Cornouaille et la Domnonée (Conomor en est le roi le plus connu) qui avaient leurs correspondants insulaires. Ces royaumes doubles d'un côté à l'autre de la Manche étaient vraisemblablement régis par les mêmes dynasties à l'origine. Le Broërec (l'actuel département du Morbihan) se détacha de la Cornouaille et le Léon se détacha du royaume de Domnonée.
Le Léon était subdivisé en 3 pagi  : le pays d'Ach à l'ouest, le pays de Léon au centre et le Pougastel (pagus Castelli) à l'est (dont le chef-lieu était la forteresse de Castel-Dinan en Plouigneau) ; la Cornouaille comprenait le pays du Faou, le pagus autour de Brithiac (Briec, devenu plus tard le pays Glazik), le Porzay, le Poher (dénommé initialement Poucaer), le Pou Trégunc, le Pou Carnoët, d'autres pagi dans le Cap Sizun, le Cap Caval et le pagus de Konk (de l'Odet à la Baie de La Forêt, autour de Konk Kerné (Concarneau), sans compter ceux situés dans l'actuel Morbihan.
Aux IXe siècle et Xe siècle, l'Armorique fut pillée à plusieurs reprises par les Normands, qui ravagèrent les côtes et remontèrent les estuaires pour piller villes (par exemple Saint-Pol-de-Léon et Quimper), villages, monastères (par exemple l'abbaye de Landévennec) et châteaux (par exemple le château de Carnoët).
Les chefs bretons créèrent des principautés autonomes : le comté de Léon (le premier vicomte de Léon connu est Guiomarch, cité en 1021) la Cornouaille succède au royaume de Cornouaille (Budic, décédé en 1008, est le premier comte de Cornouaille connu) et le Poher pour l'actuel Finistère. La dynastie comtale accède au trône ducal de Bretagne en 1066.
Le Léon reste sous l'autorité de ses vicomtes, quoique fort écornée par les ducs de Bretagne Pierre Mauclerc et Jean le Roux. Les Rohan héritent du Léon par mariage. Le titre de prince de Léon est encore porté aujourd'hui par le fils de l'actuel duc Josselin de Rohan (c'est bien sûr un titre de courtoisie).
À partir du XIe siècle survient un renouveau de la vie monastique avec la création de l'abbaye Saint-Mathieu de Fine-Terre, puis au XIIe siècle de l'abbaye de Daoulas, de l'abbaye du Relec, de l'abbaye Sainte-Croix de Quimperlé, du couvent des Jacobins de Morlaix, de l'abbaye Saint-Maurice de Carnoët et de l'abbaye de Locmaria, etc. et de nombreux prieurés en dépendaient.
Les premières seigneuries s'implantent sur des mottes féodales (plus d'une centaine ont été identifiées dans le Finistère).

### Le reste du Moyen-Âge
Les ducs de Bretagne parviennent progressivement dans le courant des XIIe siècle et XIIIe siècle à imposer leur autorité, réduisant progressivement l'influence des vicomtes de Léon.
Pendant la guerre de succession de Bretagne, Charles de Blois assiégea et prit Quimper en 1344, qui resta sous sa domination jusqu'en 1364, année où elle fut reprise par le fils de Jean de Montfort. Les Anglais, alliés de ce dernier, prirent Brest, Morlaix, Saint-Pol-de-Léon (brûlant la chapelle du Kreisker).
Les grandes familles seigneuriales construisent des châteaux puissamment fortifiés comme à La Roche-Maurice (maison de Rohan), Trémazan, Penhoët, Kérouzéré, Quimerc'h (en Bannalec), Pont-l'Abbé (barons du Pont), etc. Les villes aussi s'entourent de fortifications ou renforcent les murailles existantes comme à Brest, Concarneau (Ville close), Quimper, Morlaix, etc.
Au XVe siècle l'activité textile, attestée antérieurement, connaît un essor important : crées du Léon, toiles et "olonnes" de Locronan,…
La longueur du littoral est propice à l'essor de nombreuses sècheries de poisson, de ports de commerce très actifs comme Morlaix, Pouldavid, Penmarc'h et Brest.
La fin du Moyen-Âge voit aussi l'implantation des ordres mendiants, par exemple les Franciscains à Quimperlé, les Carmes à Saint-Pol et Pont-l'Abbé, les Augustins à Carhaix, etc.

### Temps modernes
Les guerres de la Ligue ont concerné la Cornouaille plus que le Léon. Le maréchal d'Aumont, pour le compte d'Henri de Navarre, assiégea et prit Morlaix et Quimper, et chassa les Espagnols, auxquels le duc de Mercœur, gouverneur de la Bretagne, avait fait appel, de la Presqu'île de Crozon et qui tenaient le Pointe des Espagnols. Des soldats brigands comme Guy Éder de La Fontenelle (un temps basé dans l'Île Tristan) et Anne de Sanzay de la Magnane ravagèrent la Cornouaille, notamment Penmarc'h.
Pendant le règne de Louis XIV, l'augmentation des impôts, notamment sur le tabac et le papier timbré, provoqua la Révolte des Bonnets Rouges : de graves désordres éclatèrent dans les régions de Pont-l'Abbé, Combrit, Carhaix (Sébastien Le Balp, de Kergloff, fut l'un des meneurs), Châteaulin ; une répression féroce fut menée par le duc de Chaulnes (des rebelles furent pendus par centaines) et sept églises du Pays Bigouden eurent leurs clochers décapités (car les rebelles accouraient au son du tocsin).
Au XVIe siècle principalement, la région a connu une période de grande prospérité grâce à l'activité toilière (Locronan). Le lin a enrichi les juloded, ce qui suscita la création des enclos paroissiaux (par exemple ceux de Saint-Thégonnec et de Guimiliau). Cette prospérité décline à la fin du XVIe siècle en raison des dévastation liées aux guerres de religion et au brigandage (Guy Éder de la Fontenelle, Anne de Sanzay de la Magnane,…) et à la peste et ce déclin se poursuit au XVIIe siècle en raison de la perte du marché anglais lié au protectionnisme croissant et aux guerres, la plupart contre les Anglais, ainsi qu'à des épidémies propagées le plus souvent à partir des ports, par exemple l'épidémie de typhus de 1757 surnommée « le mal de Brest ».
Par contre l'activité minière prospère (mines de plomb argentifère de Poullaouen et du Huelgoat, carrières de granite et d'ardoises), de même que les papeteries (en 1729 le futur Finistère compte 50 moulins à papier, principalement dans l'arrière-pays de Morlaix), de nombreuses tanneries (par exemple à Lampaul-Guimiliau) sans oublier l'arsenal de Brest et la Manufacture Royale de Tabacs de Morlaix.
La majeure partie des paysans dépendent des seigneurs qui ont la propriété de la plupart des terres et louent les terres en fermage ou en métayage, ou par des systèmes plus originaux comme le domaine congéable ou la quévaise.
Le clergé, qui dépendait de l'un ou l'autre des deux évêchés de Léon et de Cornouaille (quelques paroisses dépendant de l'évêché de Tréguier dans le Nord-Est du futur département), était très nombreux : Alain Croix recense 61 prêtres pour 4 paroisses du Léon en 1665, chacune ayant recteur, curé, vicaires et prêtres habitués.

### Une terre de marins et d'explorateurs
La partie occidentale de la Bretagne, en raison de sa situation péninsulaire et de ses îles a été de tous temps une terre de marins, des marchands de Penmarc'h naviguant sur leurs carvelles aux corsaires de Morlaix, des Johnnies de Roscoff aux pêcheurs de Douarnenez, Audierne, Concarneau, Le Guilvinec, Camaret, des marins basés à Brest de la "Royale" à ceux de la Marine nationale, y compris les équipages des sous-marins nucléaires basés à l'Île Longue.
La marine de commerce du futur Finistère a connu son âge d'or aux XVe siècle et XVIe siècle, les marins naviguant de la mer Baltique jusqu'à la mer Méditerranée et les Canaries ; par exemple en 1589-1590, sur 234 navires bretons fréquentant le port de Bordeaux, 198 sont « finistériens » (80 d'Audierne, 55 de Penmarc'h, 18 de l'Aber-Ildut, 12 de Brest, 10 du Conquet, etc.) ; presque un siècle plus tard, en 1661, parmi les navires fréquentant le même port, 194 venaient d'Audierne, 122 de l'Aber-Ildut, 24 de Landerneau, 20 de Brest, 18 de Roscoff, etc.). Vers le Nord, par exemple 50 navires de Pempoul (le port de Saint-Pol-de-Léon) et de Roscoff sont enregistrés à Arnemuiden (un des avant-ports d'Anvers) en 1533-1534 et des navires de ces ports vont jusqu'au Brésil en 1527 et jusqu'au détroit du Sund à partir de 1583. Mais cette prospérité prend fin à la fin du XVIe siècle en raison des ravages des guerres de la Ligue, puis de la concurrence hollandaise, même si certains ports, Morlaix notamment, restent prospères pendant le XVIIe siècle. Le déclin s'accentue au XVIIIe siècle en raison des guerres avec l'Angleterre, alors « maîtresse des mers », même si des navires corsaires et d'autres faisant de la contrebande maintiennent une activité maritime.
Les corsaires furent nombreux, dès la fin du XVe siècle (Jean Coatanlem), au XVIe siècle (Nicolas Coatanlem), surtout au XVIIIe siècle, principalement à Morlaix (Charles Cornic, Nicolas Authon), à Saint-Pol-de-Léon (Jean Sioc'han de Kersabiec).
Nombreux ont été les explorateurs partis de Brest (l'Expédition de La Pérouse est la plus célèbre), beaucoup étant originaires du futur Finistère comme Yves Joseph de Kerguelen de Trémarec, Louis Aleno de Saint-Aloüarn, et de nombreux autres.
Certains trouvèrent gloire et fortune, notamment le quimpérois René Madec aux Indes.
Plus récemment la vogue de la navigation de plaisance et de la course au large a rendu célèbre l'École de voile des Glénans, des marins finistériens comme Éric Tabarly, Olivier de Kersauson (même s'il n'est pas né dans le Finistère, il y a de nombreuses attaches), Jean Le Cam, le centre nautique de Port-la-Forêt ; le Finistère possède de nombreux ports de plaisance dont ceux du Moulin-Blanc et du Château à Brest. Les sports de glisse ont aussi de nombreux spots dans le Finistère, le plus connu étant celui de la Pointe de la Torche.
Le Finistère possède des centres de recherche liés à la mer : la Station de biologie marine de Concarneau, la Station biologique de Roscoff, IFREMER, l'Institut polaire français Paul-Émile-Victor, le CEDRE, etc. La Préfecture maritime de Brest est compétente pour toute la façade Atlantique de la France et le CROSS Corsen surveille la navigation de la Pointe de Penmarch à la Baie du Mont-Saint-Michel, notamment le Rail d'Ouessant.

### Révolution française

#### La création du département

Carte du Finistère (décret du 22 janvier 1790)

Le département est créé lors de la Révolution française, le 4 mars 1790 en application du décret du 22 décembre 1789, à partir de la partie la plus occidentale de l'ancienne province de Bretagne (il est d'ailleurs provisoirement nommé "Côtes-de-l'Ouest"). Renommé "Finistère", sûrement en référence à l'Abbaye de Fine-Terre, il portait le no 28 dans la liste des départements, étant donné que les Alpes-Maritimes n'était pas encore un département français. Il comprend l'ouest de l'Évêché de Cornouaille, l'intégralité du Léon et le tiers ouest du Trégor (le Trégor finistérien), ainsi qu'un petit bout du Broërec ou Vannetais : communes de Rédené, Arzano et Guilligomarc'h situées à l'est de Quimperlé. Par ailleurs le département s'est agrandi en 1857, aux dépens du département voisin du Morbihan, en annexant la commune de Locunolé. Ce sera l'unique modification territoriale du département, après sa création, bien que d'autres communes réclameront en vain leur rattachement au Finistère pour des raisons à la fois géographiques, linguistiques et historiques. Ce sera notamment le cas des communes de l'ancienne sénéchaussée de Gourin : Gourin, Le Faouët, Guiscriff, etc., qui dépendaient sous l'Ancien Régime de l'évêché de Cornouaille. La création du département ne s'est pas faite sans heurts, notamment pour le choix du chef-lieu, les trois villes de Landerneau, Quimper et Carhaix s'étant portées candidates.
Si la candidature de Carhaix fut rapidement éliminée (ville trop petite et trop excentrée), Landerneau fut choisie dans un premier temps le 20 août 1790 en raison du poids économique du Léon (la Cornouaille était alors beaucoup plus pauvre) et de sa proximité avec Brest (laquelle, choisie comme préfecture maritime ne pouvait pas être choisie comme préfecture départementale), mais Quimper finit par l'emporter, sous la pression notamment du député du clergé Denis Bérardier.
Les limites choisies pour le département défavorisèrent le Poher, partagé entre trois départements, et sa capitale traditionnelle, Carhaix, coupée notamment de Gourin et du Faouët.
Le Finistère fut divisé en 9 districts : Brest, Morlaix, Châteaulin, Quimper, Quimperlé, Lesneven, Carhaix et Pont-Croix. Les districts furent supprimés en 1800 et remplacés par les arrondissements (Brest, Quimper, Morlaix, Châteaulin, Quimperlé furent chefs-lieux d'arrondissement ; l'arrondissement de Quimperlé fut supprimé en 1926).

#### Les principaux événements survenus
Les cahiers de doléances des communes rurales réclament principalement l'égalité devant l'impôt et devant la justice, ainsi que la suppression des servitudes féodales, mais montrent un grand attachement au Roi et à la religion catholique.
Les députés bretons du tiers-état aux États généraux furent parmi les plus acharnés à refuser le vote par ordre ; leur dynamisme fut à l'origine du premier « club patriote », le « club breton », futur « club des Jacobins » ; Le Guen de Kerangal, riche marchand de Landivisiau, joua un rôle décisif pour l'abolition des privilèges seigneuriaux.
En 1789 si les villes de Brest, Quimper et Morlaix furent favorables à la Révolution, du moins à ses débuts, les campagnes se déclarèrent rapidement contre le nouveau gouvernement, surtout après les décrets concernant les prêtres réfractaires et la levée en masse ; des révoltes sanglantes se produisirent, principalement dans le Léon (bataille de Kerguidu notamment) et la région de Fouesnant. L'émigration des nobles et des membres du haut clergé (par exemple Jean-François de La Marche, évêque de Léon) fut importante dans le département.Par contre, Louis-Alexandre Expilly, député du clergé, joua un rôle notable sans l'élaboration de la Constitution civile du clergé et devint le premier évêque constitutionnel de Quimper et Léon.
Le département fut représenté à la Fête de la Fédération ; une compagnie de volontaires, dite la "Division du Finistère", participa à la chute de Louis XVI en participant à la Prise des Tuileries le 10 août 1792. Ces "fédérés du Finistère", qui étaient en tout 154 (dont 97 brestois et 29 quimpérois), furent 140, intégrés à la section des Gobelins (laquelle prit ensuite le nom de "section du Finistère"), à y participer.
Le 15 décembre 1792 le Directoire du département, qui soutient les Girondins, décide d'envoyer une force armée de 600 hommes (en fait 279 hommes partiront) à Paris pour maintenir l'ordre et s'opposer aux menées des Enragés et des Sans-culottes. En juin 1793, une troupe de près de 1 000 finistériens part pour soutenir la Convention nationale et les Fédéralistes face aux assauts des Montagnards, mais revient sans avoir combattu, mais en ramenant des députés girondins proscrits comme Barbaroux, Pétion, Buzot et Kervélégan.
À partir de septembre 1793 les représentants en mission envoyés par la Convention montagnarde (le plus connu étant Jean Bon Saint-André) se succèdent dans le département. Les personnes arrêtées sont emprisonnées au château de Brest (dit "Fort-la-Loi") ou au château du Taureau. Un tribunal révolutionnaire siégea à Brest et y commis de nombreux excès, envoyant notamment à la guillotine les 26 administrateurs du Finistère accusés d' « entreprises contre-révolutionnaires » le 22 mai 1794 (3 prairial an II), mais aussi des royalistes, des prêtres réfractaires (86 prêtres âgés ou infirmes sont emprisonnés aux Capucins à Landerneau et 29 envoyés sur les pontons de Rochefort, etc. (en tout 70 exécutions eurent lieu dans le département). La cathédrale de Quimper est mise à sac et incendiée le 12 décembre 1793 ; de nombreux autres édifices religieux et des châteaux sont détruits ou gravement endommagés, ou vendus comme biens nationaux (château de Quimerc'h en Bannalec, église du couvent des Cordeliers à Quimper, collégiale de Notre-Dame du Mur à Morlaix, abbaye de Landévennec, etc.). Jacques Cambry a publié Le Catalogue des objets échappés au vandalisme, ainsi que Voyage dans le Finistère ou État de ce département en 1794 et 1795.
Le général Moreau et La Tour d'Auvergne (ce dernier surnommé le « premier grenadier de la République ») sont les deux Finistériens les plus célèbres à avoir servi la Révolution.
La chouannerie fut moins importante dans le Finistère que dans d'autres départements de l'ouest. Quelques faits marquants toutefois : le 17 juin 1795 Georges Cadoudal, à la tête de 500 hommes, fit une expédition audacieuse pour prendre des munitions et des armes en attaquant la poudrerie de Pont-de-Buis.
La région de Quimperlé fut attaquée par des Chouans venus du Morbihan en juillet 1795, avec parmi leurs chefs Alexandre de Poulpiquet, dit Sans-Quartier, réputé particulièrement cruel. La bande de Chouans de Edme Le Paige de Bar commit aussi de nombreuses exactions dans le département. D'autres chefs chouans sont aussi d'origine finistérienne comme le chevalier de Tinténiac, Marie-Hyacinthe de Geslin, ou encore Claude-René Guezno de Penanster. Le 19 novembre 1800, Yves Marie Audrein, évêque de Quimper et ancien député de la Convention, fut assassiné par des Chouans.

### LeXIXesiècle

#### Les difficultés économiques
Le Blocus continental aggrave les difficultés économiques du Finistère : la ruine de l'industrie textile aggrave la misère, par exemple à Locronan ; le port de Brest est en crise en raison du blocus anglais, comme l'illustre l'épitaphe de l'amiral Ganteaume, bloqué dans Brest en 1805 :
 Ci-gît l'amiral Ganteaume

 Qui navigua de Brest à Bertheaume

 Et, profitant d'un bon vent d'ouest

 S'en revint de Bertheaume à Brest.
Une grave crise des subsistances frappa la plupart des Finistériens pendant toute la première moitié du XIXe siècle, pendant l'Empire (en raison du blocus continental), mais elle se prolongea entre 1816 et 1818 en raison d'une météo calamiteuse ; la période 1845-1848 fut aussi catastrophique en raison du mauvais temps qui entraîna de mauvaises récoltes de céréales et de pommes de terre, seul le blé noir obtenant une récolte acceptable ; la misère entraîna une augmentation de la mortalité et de la mendicité.
La mendicité représentait alors un caractère quasi institutionnel ; on a parlé de "mendiantisme" : « Aucune humiliation ne s'attache à la position de mendiant (…). Le mendiant est sacré pour la famille (…) [ce] qui lui assure une place au foyer domestique (…). L'aumône est presque toujours donnée en nature » écrit le Conseil général du Finistère en 1840.

#### Le maintien des traditions
Au début du XIXe siècle la pratique de la langue bretonne reste généralisée dans les campagnes et assez courante dans les villes. L'analphabétisme reste dominant : l'annuaire statistique du département du Finistère pour l'an XII de la République, écrit : « L'instruction a fait si peu de progrès parmi [les Finistériens] qu'on trouve des communes entières dans lesquelles il n'y a pas quatre cultivateurs qui sachent lire et écrire ; ils sont à cet égard de plusieurs siècles en arrière du reste des Français. On peut en trouver la cause dans leur attachement opiniâtre à leurs anciens usages et surtout à leur langage. Il y en a beaucoup qui entendent le français, mais il en est peu qui sachent ou veuillent le parler ».

En 1827 le préfet du département écrit : « Les habitants du Finistère doivent être divisés en deux peuples, celui des campagnes et celui des villes. Le premier forme à peu près les 6/7 de la population générale. Son caractère apathique et insouciant le rend insensible aux améliorations (…). Il a conservé (…) les routines de ses pères. Il est ignorant. (…) Il cultive peu et cultive mal, vit dans la pauvreté, habite l'étable de ses animaux, se livre aux pratiques minutieuses d'une dévotion exagérée et passe dans l'ivresse le temps qu'il ne donne pas à ses travaux ».

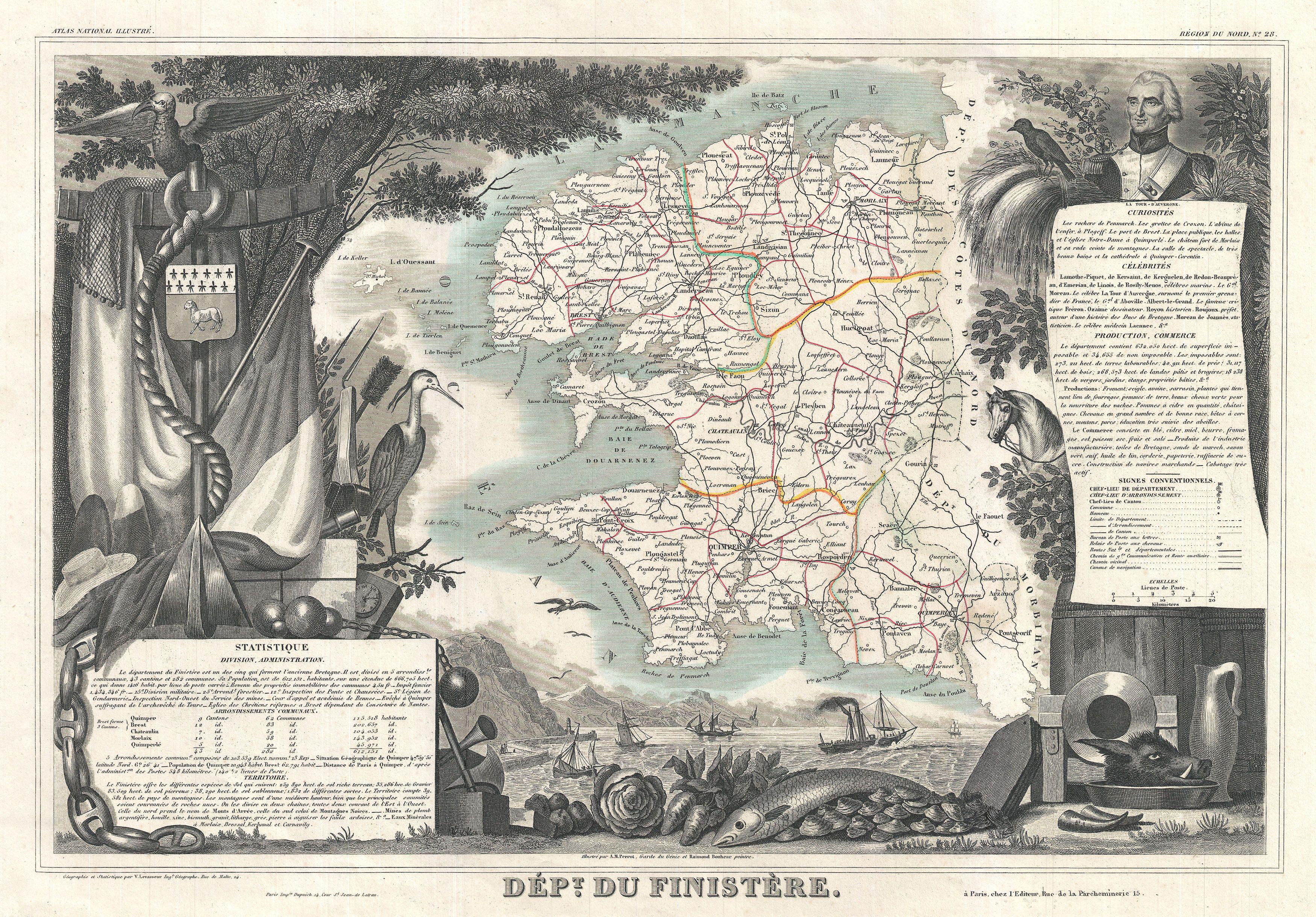
Carte de 1852.

En 1848, sur les 59 communes de l'Arrondissement de Châteaulin, 30 sont sans école des garçons et 51 sans école des filles.
Le Finistère fut l'un des 4 départements français à ne pas voter majoritairement en faveur de Louis-Napoléon Bonaparte lors des élections présidentielles de décembre 1848, lui préférant le général Cavaignac qui apparût aux yeux des électeurs comme le candidat du parti de l'ordre ; de même lors des élections législatives de 1849 c'est la liste légitimistes qui l'emporta ; par contre le coup d'État du 2 décembre 1851 de Napoléon III fut largement soutenu dans le Finistère, département catholique, conservateur et monarchiste ; il fait même partie des quatre départements où aucun opposant ne fut arrêté. En août 1858, l'empereur Napoléon III remporte un réel succès populaire en visitant la Bretagne, notamment dans le Finistère.
Lors de la guerre de 1870, les bijoux de la couronne impériale et les trésors du Louvre, dont La Joconde furent entreposés à Brest par mesure de sécurité.

#### Des Finistériens plutôt légitimistes et défenseurs du pape
Les campagnes de l’Ouest étaient alors « pénétrées du sentiment des hiérarchies sociales » et « persistaient à considérer le prêtre et le noble, le plus souvent le grand propriétaire, symboles de la puissance spirituelle et matérielle, comme leurs défenseurs et leurs guides naturels ». Marie-Thérèse Cloître estime que dans le Finistère les légitimistes y sont en général riches et considérés.
Jean-Marie-Dominique de Poulpiquet de Brescanvel, troisième évêque concordataire de Quimper et de Léon entre 1824 et 1840, fut un propagateur actif de l'Ordre moral, faisant et défaisant préfets et maires, organisant maintes missions, développa le rayonnement du Petit Séminaire de Pont-Croix, du Grand Séminaire de Quimper et du collège du Kreisker à Saint-Pol-de-Léon, contribuant à développer le rigorisme du clergé finistérien.
Plusieurs finistériens furent zouaves pontificaux dans le but de défendre les États de l'Église ; lors de la guerre de 1870, beaucoup d'entre eux devinrent membres de la Légion des Volontaires de l'Ouest.
Pendant cette même guerre, cinquante à soixante mille mobiles bretons (dont des Finistériens), formant l'Armée de Bretagne furent parqués à la fin de l'année 1870 dans le camp de Conlie dans des conditions indignes par la volonté du nouveau gouvernement républicain qui craignait une nouvelle chouannerie. Les soldats bretons, épuisés par deux mois de privations, mal armés, presque pas préparés, sont taillés en pièces dans la nuit du 11 au 12 janvier 1871 par la 20e division prussienne du général von Krautz-Koschlau, lors de la bataille du Mans.
En 1881 le préfet du Finistère écrit que selon les recensements de 1872 et 1876, plus de 300 000 Finistériens, sur une population totale de 666 000 habitants, ne savent ni lire ni écrire le français ».
Toutefois plusieurs scrutins législatifs donnèrent dans le département une majorité aux républicains : ce fut le cas en 1876, 1877 et 1881 et à nouveau en 1889, la droite ne l'emportant alors qu'en 1885 ; par contre à la fin du XIXe siècle plusieurs des députés élus sont favorables au Ralliement comme Albert de Mun et l'abbé Gayraud, mais d'autres y sont hostiles comme Charles Freppel.

#### Les progrès de la seconde moitié duXIXesiècle
Le Finistère, excentré dans l'ensemble français, est longtemps resté de plus très enclavé, notamment les campagnes accessibles par des chemins vicinaux dans un état tel que les charrois étaient impossibles l'hiver, sauf sur les routes royales ; cette situation était aggravée par l'habitat dispersé, les écarts étant pour la plupart d'accès très difficile, les chemins ruraux, fréquemment des chemins creux, étant souvent de véritables bourbiers.
Ce n'est qu'à partir du Second Empire que, progressivement, se développe un réseau de chemins de grande communication et que les communes commencent à améliorer l'entretien de leur réseau vicinal.
L'arrivée du chemin de fer à Quimper en 1863 et à Brest en 1865, complétée les décennies suivantes par des lignes supplémentaires, la plupart à voie métrique (notamment celles du réseau breton, améliora nettement les conditions de transport, même si la plupart fermèrent en raison de la concurrence de la route dès L'entre-deux-guerres. Le canal de Nantes à Brest joue aussi le même rôle de désenclavement pour la partie centrale du département. Le port de commerce de Brest est aménagé sous le Second Empire.
Les progrès agricoles sont nets, favorisés par l'action d'hommes comme Théophile de Pompéry et Louis Monjaret de Kerjégu, l'utilisation croissante des engrais et amendements, la création de l'Office central de Landerneau, ce qui entraîne l'essor des élevages chevalin, bovin et porcin, l'extension des prairies naturelles et artificielles ainsi que des cultures fourragères. Les cultures maraîchères de la Ceinture dorée se développent, de même que, dans la partie littorale sud du département, les cultures légumières de plein champ, qui fournissent les conserveries. La surface agricole utile finistérienne connaît son maximum d'extension vers 1900.
Par contre l'activité industrielle décline : le textile achève de disparaître ainsi que les papeteries du pays de Morlaix (supplantées par celles de Scaër, Ergué-Gabéric et Quimperlé), les mines du Huelgoat et de Poullaouen ferment, l'extraction ardoisière décline, ce qui entraîne une émigration ouvrière vers les carrières de Trélazé. Les activités maritimes sont irrégulières : la pêche, notamment à la sardine, et les conserveries dans les ports de la moitié sud du département (Douarnenez, Audierne, Guilvinec, Concarneau, etc.), mais aussi le port de guerre de Brest qui reste, arsenal y compris, la principale entreprise du département (entre 6 000 et 8 000 emplois selon les années.
Le tourisme reste embryonnaire, mais le tropisme balnéaire profite à des stations comme Roscoff, Le Pouldu, Beg Meil, Morgat, etc., voire à des localités de l'intérieur (Huelgoat). Pont-Aven et les autres villes de Cornouaille attirent les peintres.
L'émigration est notable (57 700 Finistériens auraient quitté le département entre 1851 et 1901 selon une estimation de Michel Phlipponneau, sans être forte (elle le fut davantage pendant l'entre-deux-guerres) ; le maximum de population rurale dans le département est atteint en 1906 avec 586 000 personnes.

### LeXXesiècle

#### L'hostilité à la République radicale
La Basse Bretagne, constituée pour moitié du Finistère, étrangère à l'espace linguistique national et restée en partie royaliste et très cléricale (notamment le Léon), se retrouve en état de sécession morale à l'encontre de la politique anticléricale des gouvernements radicaux de la Belle Époque ; l'interdiction du catéchisme et du prône en breton décidée par Émile Combes soulève de nombreuses protestations ; la résistance à la fermeture des écoles congréganistes, en vertu de la Loi de séparation des Églises et de l'État de 1905, puis la Querelle des inventaires exaspère ; par exemple le journal La Lanterne écrit le 12 novembre 1902 : « La Bretagne cléricale prétend se mettre au-dessus des lois et braver la France républicaine. (…) La révolte a assez duré ».

#### Le Finistère pendant la Première Guerre mondiale
Jamais envahi par l'ennemi pendant la Première Guerre mondiale, le Finistère fut une terre de refuge pour des habitants de la Belgique et du Nord de la France dès 1914. Plusieurs hôpitaux militaires temporaires furent installés dans des villes finistériennes, par exemple à Brest, Quimper, Landerneau, Pont-l'Abbé, etc.
Les régiments de l'armée de terre composés principalement de Finistériens (les régiments étant à recrutement principalement local au début de la guerre) sont le 118e régiment d'infanterie (Quimper), le 19e régiment d'infanterie (Brest) et en partie le 116e régiment d'infanterie (Vannes et Morlaix), ainsi que leurs régiments de réserve, respectivement le 318e régiment d'infanterie, le 219e régiment d'infanterie et le 316e régiment d'infanterie. Les fusiliers marins, commandés par l'amiral Ronarc'h, s'illustrèrent lors de la bataille de l'Yser, notamment lors des combats de Maissin.
Mais de nombreux Finistériens, en particulier les inscrits maritimes, servirent dans la Marine nationale, participant notamment aux combats des Dardanelles et à l'expédition de Salonique ; les marins finistériens furent nombreux à périr noyés à bord de navires coulés par les marines ennemies, à bord des croiseurs cuirassés Léon-Gambetta et Amiral-Charner et du cuirassé Bouvet parmi bien d'autres exemples possibles.
Le port de Brest fut le principal port d'entrée des troupes américaines en France en 1917 et 1918 ; le camp de Pontanézen fut aménagé pour ces troupes.
Des bases d'hydravions furent créés par les Américains, notamment la base de Laninon à Brest, celle de l'île Terch en Plouguerneau, celle de l'Île-Tudy dans le but de combattre les bateaux allemands qui menaçaient les convois de ravitaillement venant des États-Unis.

#### Les paysans et l'agriculture décrits au début duXXesiècle
Louis Ogès décrit ainsi les paysans finistériens vers 1920 :

« Le paysan [finistérien] est un travailleur infatigable. (…) Absorbé tout entier par sa besogne journalière, il lit peu. (…). La politique ne l'intéresse guère. Très attaché à sa religion, il ne manquera jamais la messe ; mais, après l'office religieux, il visitera les débits et souvent y boira plus que de raison. Très économe, parfois même avare, son bonheur sera d'accumuler les écus au fond de sa vieille armoire de chêne ; il ne touchera au pécule péniblement amassé que pour agrandir ou améliorer sa ferme. Défiant envers le citadin et même envers ses voisins, il s'attarde dans de vaines discussions, ne livre pas sa pensée dans la crainte d'être dupe. »

En 1919, la production agricole globale a baissé d'environ 10 % par rapport à avant la guerre ; le Finistère a produit 800 000 quintaux de blé 750 000 quintaux d'avoine, 350 000 de sarrasin, 300 000 de seigle et méteil, et autant d'orge. Les plantes fourragères (trèfles, choux, betteraves, panais, rutabagas) suffisent à la consommation du bétail ; légumes, primeurs et pommes de terre sont exportés. La production annuelle de cidre est d'environ 300 000 hectolitres. L'ajonc broyé est utilisé pour la nourriture des chevaux. On compte dans le département 150 000 chevaux (principalement des postiers bretons), 420 000 vaches et bœufs (souvent encore de race pie noire), 132 000 porcs et les moutons sont encore nombreux dans les monts de l'intérieur.

#### Les méfaits dus à la misère, l'alcool et les ravages de la tuberculose
Lors de la mission de Trégunc de 1670, le prédicateur Julien Maunoir s'étonne de trouver un prêtre ne s'étant jamais enivré « ce qui parût admirable dans un païs où, mesme parmi les prêtres, la sobriété estoit une vertu héroïque ».
La malnutrition explique la petite taille des Finistériens d'alors : par exemple en 1842, sur 97 hommes appelés pour le tirage au sort des conscrits dans le canton de Plogastel-Saint-Germain, de 16 à 20 étaient de 12 à 15 cm au-dessous de la taille requise pour pouvoir être retenus. En 1842 la durée moyenne de vie dans le Finistère n'était encore que de 27 ans (contre 39 ans dans les Hautes-Pyrénées) en raison de la mauvaise nourriture et de l'alcoolisme.
Camille Vallaux écrit en 1905 :

« De longs siècles de misère ont réduit la taille moyenne chez les hommes de l'intérieur et un siècle d'alcoolisme commence à produire un résultat semblable chez les pêcheurs. La taille moyenne n'est que de 1,55 m à 1,60 m dans le bassin de Carhaix-Châteaulin ; elle atteint 1,65 m à 1,70 m dans l'Armor, mais on remarque à Penmarc'h, à Concarneau, que la race [l'emploi du mot "race" par l'auteur est significatif de l'époque à laquelle ce texte a été écrit] , ravagée par la scrofule, s'étiole et diminue. Au contraire les hommes sont assez grands en Cornouaille où la race est forte et de haute taille. Les épidémies sont fréquentes partout, car le mépris de l'hygiène est une règle générale ; mais ce sont surtout sur l'Armor des épidémies localisées de choléra, de typhoïde et de scarlatine ; à l'intérieur (…) les épidémies de typhoïde, de dysenterie et même de variole éclatent de temps à autre. (…) La mortalité infantile qui en dérive est une règle générale. »

L'alcoolisme a augmenté dans le cours du XIXe siècle et du début du XXe siècle dans le département. Selon Louis Ogès, la consommation d'alcool pur par habitant (donc enfants inclus) et par an est passée de 1,6 litre en 1824 à 4,9 litres en 1880 et 5,5 litres en 1920, ce qui correspond à cette date à l'équivalent de 35 litres d'eau-de-vie par adulte et par an. En 1920 le Finistère est le département français où les procès pour ivresse sont les plus nombreux ; l'alcoolisme y fait des ravages dans toutes les classes sociales, mais principalement chez les pêcheurs et les ouvriers. Le nombre des débits de boisson dans le département est passé de 2 294 en 1824 à 4 862 en 1850, à 5 611 en 1880 et à  10 645 en 1913 (soit à cette date un débit de boisson pour 74 habitants (enfants inclus).
La tuberculose exerce aussi ses ravages au début du XXe siècle (56 % des cas de tuberculose sont liés à l'alcool). Un sanatorium départemental est fondé à Plougonven en 1917.
L'habitat reste sommaire : la pièce unique et le lit clos restent dominants, même si des cloisons et même des maisons à étage commencent à se répandre, notamment dans le Léon. Les vêtements s'améliorent, notent avec la mode des costumes ruraux caractéristiques d'un « pays », par exemple ceux du Pays Bigouden du Pays Glazik, du Pays Chelgen, etc.

#### Le déclin des traditions et les progrès de l'instruction dans les premières décennies duXXesiècle
En 1920 la proportion des conscrits illettrés est encore de 6 % dans le Finistère (2,65 % pour l'ensemble de la France), mais des écoles existent désormais dans toutes les communes. Sous l'influence de l'enseignement et du service militaire obligatoires, les mentalités évoluent : les superstitions, le recours aux guérisseurs et sorciers, la croyance dans les vieilles légendes, reculent ; l'hygiène commence à progresser ; les pardons sont toujours très fréquentés, mais alors qu'ils étaient essentiellement religieux, ils sont de plus en plus aussi des fêtes profanes. La jeunesse reste fidèle aux danses bretonnes, mais l'emploi de la langue bretonne commence son déclin.
Les progrès de l'instruction furent ensuite très rapide, le Finistère devenant en quelques décennies une pépinière de diplômés, comme l'illustre l'exemple de Plozévet.

#### L'émigration agricole de l'entre-deux-guerres
Le « moratorium » décidé par la loi du 5 août 1914, et renouvelé tous les ans pendant la Première Guerre mondiale, prévoyait le prolongement des baux agricoles parvenant à échéance au profit des mobilisés et de leur famille ; il provoqua par contre-coup un manque de terres à louer lors de sa suppression en 1921, provoquant un exode rural important, notamment en Bretagne. Hervé Budes de Guébriant, alors président de l'"Union des syndicats agricoles de Landerneau", charge alors François Tinevez, agriculteur à Plabennec, soutenu entre autres par Vincent Inizan, agriculteur, maire de Kernoues et député du Finistère, d'organiser l'émigration. Vincent Inizan déclare le 1er février 1921 à l'Assemblée nationale : « Dans maintes régions de France des terres agricoles sont en friche. (…) Les campagnes se dépeuplent et la terre meurt, faute de bras. Dans une région cependant, la Bretagne, (…) le phénomène inverse se produit, causant une menace sociale des plus inquiétantes (…) ». Une étude alors lancée à travers toute la France par Auguste Puis, sous-secrétaire d'état à l'agriculture, et une autre effectuée par l'union des syndicats agricoles du Finistère, montrèrent que des terres étaient disponibles, notamment en Dordogne, dans le Gers et le Tarn-et-Garonne.
Les premiers paysans bretons à émigrer, à l'instigation d'Hervé Budes de Guébriant, vers le sud-ouest de la France, et qui souvent ne parlaient que le breton, partirent le 13 juin 1921 des gares de Landerneau, Châteaulin, Quimper et Quimperlé et parvinrent le lendemain à Périgueux. Ils étaient accompagnés de trois "pilotes" : François Tinevez (alors maire de Plabennec), Pierre Le Bihan (du hameau de Gwarem-Vraz en Scaër) et l'abbé François Lanchès, vicaire au Relecq-Kerhuon.
Les Léonards partirent s'installer dans le nord-est du département de la Dordogne, particulièrement dans le canton de Lanouaille ; ceux du sud du Finistère se dirigèrent vers le nord-ouest du même département, entre Nontron et Ribérac ; ceux du centre du Finistère allèrent dans le centre-ouest, dans la région de Saint-Astier ; certains des paysans étaient contraints de prendre des terres en métayage à leur corps défendant, car ils auraient préféré le fermage auquel ils étaient habitués.
Trois autres convois de paysans bretons partirent successivement les 6 février 1922, 6 juin 1922 et 6 novembre 1922 en direction de la Dordogne. Par exemple le couplé Yves Cadalen - Marie-Jeanne Jaouen (mariés le 14 janvier 1904 à Lampaul-Ploudalmézeau), qui exploitaient précédemment une petite exploitation de 3 à 4 ha, au lieu-dit "Pen ar Guéar" en Lampaul-Ploudalmézeau, trop petite pour nourrir leur famille qui comptait alors 9 enfants, partit le 6 février 1922 ; ils louèrent d'abord une ferme de 30 ha, appartenant au comté de la Verrie de Vivans, à Gageac-et-Rouillac, puis en 1927 à Beylive et en 1932 au Vaudou, dans les deux cas dans la commune de Bergerac.
Le 25 août 1925 l'abbé François Lanchès est nommé "aumônier des Bretons du Périgord".
Une autre colonie bretonne s'installa dans le Lot-et-Garonne, des familles originaires entre autres de Plabennec et Guipavas s'installèrent dès 1921 dans la région de Marmande et, en 1926, 11 familles originaires du Cloître-Pleyben s'installèrent dans les environs de Gontaud, Saint-Pierre-de-Nogaret, Verteuil-d'Agenais et Hautesvignes ; d'autres les années suivantes dans les environs de Seyches, Clairac et Lévignac-de-Guyenne.
Dans la deuxième moitié de la décennie 1920, 21 familles de Gouézec, 8 familles de Pleyben, 8 de Brasparts et 6 de Lennon, ainsi que d'autres familles venant des Côtes-du-Nord (notamment de Locarn), s'installent dans le canton de Seyches ; d'autres familles bretonnes s'installent dans la région de Monflanquin ; des familles venant de Guiscriff, du Faouët, des environs de Châteauneuf-du-Faou, de Theix, etc. s'installèrent dans la région de Nérac et des familles cornouaillaises autour de Lévignac ; certaines familles émigrèrent dans le Gers.
Des paysans du Pays glazik s'installèrent pendant la décennie 1930 autour de Lanouaille en Dordogne ; d'autres, de la région de Quimperlé, dans la région de Mussidan ; un groupe de la région d'Elliant-Saint-Évarzec-Saint-Yvi entre Beaumont-du-Périgord et Villaréal (Lot-et-Garonne) ; etc.
En Dordogne en 1934, sur 1 200 familles bretonnes immigrées, 350 sont propriétaires de leur exploitation agricole, 500 fermiers et 350 métayers.
Le premier Congrès des Bretons d'Aquitaine se tint le 18 mai 1938 à Bergerac en présence d'Hervé Budes de Guébriant. Un second congrès se tint le 10 mai 1953 à Bergerac et un autre à Tonneins en 1955.
Le journal Breiz Nevez (Nouvelle Bretagne) est distribué en 1950 à 522 familles de Dordogne, 761 du Lot-et-Garonne et 385 d'autres départements du sud-ouest français (Tarn-et-Garonne, Gers, Gironde, Charente, Haute-Vienne, Creuse, Corrèze).
Mais l'émigration finistérienne a en fait commencé dès le milieu du XIXe siècle, notamment vers la région parisienne (Bécassine !), beaucoup de Bas-Bretons s'installant à proximité de la gare Montparnasse), et n'est pas seulement agricole ; des pêcheurs et ouvrières de conserverie partent vers les ports de la côte atlantique au sud de la Loire, ou du littoral normand ou nordiste ; on compte plus de 35 000 immigrés bretons (dont beaucoup viennent de la région de Morlaix) au Havre en 1938.
Certains sont partis à l'étranger, notamment en Amérique du Nord, par exemple au Canada.

#### Les clivages politiques de l'entre-deux-guerres
La gauche radicale domine en Cornouaille (notamment avec Georges Le Bail, hostile à toute compromission avec les cléricaux ; Albert Louppe et Maurice Bouilloux-Lafont sont plus modérés) et dans le Trégor finistérien ; les socialistes sont influents à Brest (Émile Goude) et dans les ports de pêche cornouaillais, parfois sensibles à l'influence communiste (par exemple Douarnenez). À droite Adolphe Duparc, évêque de Quimper et Léon, apparaît comme le chef de file, organisant la résistance à la politique anticléricale du Cartel des gauches, faisant ouvrir plus de 100 écoles confessionnelles dans son diocèse ; son influence est particulièrement forte dans le Léon et la plupart des campagnes (sauf dans les Monts d'Arrée).
Ces clivages se retrouvent dans la presse locale : L'Ouest-Éclair soutient les conservateurs et les sillonnistes alors que La Dépêche de Brest et de l'Ouest soutient les républicains, voire les radicaux. Le Courrier du Finistère représente le point de vue de l'évêché.

#### Le militantisme culturel et la tentation autonomiste
Déjà au XIXe siècle des hommes comme François-Marie Luzel et Théodore Hersart de La Villemarqué (dans le Barzaz Breiz) se préoccupent de transcrire le patrimoine oral en langue bretonne des contes et gwerziou.
Seul département totalement de tradition bretonnante, le Finistère joue un rôle important dans le renouveau culturel breton grâce à des associations ou manifestations comme le Bleun Brug fondé en 1905, le mouvement artistique Seiz Breur, les organisations de danses celtiques (Kendalc'h et War'l Leur ), les écoles Diwan, la mode des festou-noz, les fêtes folkloriques (Fêtes de Cornouaille, Fête des Fleurs d'Ajoncs à Pont-Aven, Fête des Brodeuses à Pont-l'Abbé, etc.) ou maritimes comme les Fêtes maritimes de Brest, des chanteurs comme Glenmor, Alan Stivell, Louise Ebrel, Dan ar Braz, etc.), des écrivains comme Pierre-Jakez Hélias, Xavier Grall, etc., des festivals comme les Vieilles Charrues et le Festival du Bout du Monde.
La tentation autonomiste a aussi séduit certains Finistériens qui se sont engagés pendant l'entre-deux-guerres dans des mouvements nationalistes bretons comme le Second Emsav, Parti national breton, le Parti autonomiste breton, etc. ; certains de leurs membres, comme Olier Mordrel, se compromettant en collaborant avec les nazis pendant la Seconde Guerre mondiale. Après cette guerre, la création de l'Union démocratique bretonne illustre la persistance chez certains du rêve autonomiste ; d'autres succombent à la tentation terroriste : le Front de libération de la Bretagne commet notamment l'attentat de l'émetteur de Roc'h Trédudon en 1974.
La création de l'Université de Bretagne Occidentale en 1971 (mais un enseignement supérieur dépendant des facultés de Rennes existait antérieurement) et du Centre de recherche bretonne et celtique en 1969 ont contribué au dynamisme de la vie culturelle dans le Finistère, à laquelle contribuent aussi des musées comme le Musée des Beaux-Arts de Brest, le Musée des Beaux-Arts de Quimper, le Musée de Pont-Aven, le Musée départemental breton de Quimper, le Musée de la Marine de Brest, etc.

#### Le Finistère pendant la Seconde Guerre mondiale
Le Finistère, principalement le port de guerre de Brest, et y compris les îles, est zone occupée par les Allemands dès juin 1940. La Kriegsmarine aménage la base sous-marine de Brest. Brest devient pour ces raisons une cible privilégiée pour la Royal Air Force et L'US Air Force, les bombardements détruisant hélas également la ville de Brest. D'autres localités furent aussi victimes des bombardements, par exemple Guipavas et Scrignac.
La bande littorale du département devient zone interdite. L'organisation Todt construit le Mur de l'Atlantique, notamment en prélevant des galets de l'Ero Vili, concassés grâce à l'usine de concassage de galets de Tréguennec.
Le village de Trédudon-le-Moine (en Berrien) revendique le titre de « premier village résistant de France ». De nombreux hommes de l'Île de Sein rejoignent la France libre dès les jours suivant l'appel du 18 juin. Le groupe Élie est le premier réseau de résistants brestois. Des réseaux de résistance naissent un peu partout, faisant de l'espionnage (comme le réseau Johnny et le réseau Vengeance) ou organisant des filières d'évasion (par exemple la filière Sibiril depuis Carantec ou les départs vers l'Angleterre depuis Douarnenez). Des maquis naissent principalement à partir de 1943 (maquis de Saint-Goazec, de Saint-Laurent (en Plouégat-Guérand), de Pen-ar-Pont (près de Châteaulin), etc. Pour le seul arrondissement de Brest un site Internet recense plus de 800 résistants.
De nombreux résistants sont arrêtés, torturés, exécutés (par exemple 20 résistants fusillés à Kerfany le 30 juin 1944, les 35 fusillés du Poulguen en Penmarch, les 44 résistants de Saint-Pol-de-Léon entre la fin juin et le 5 août 1944, les martyrs de Plounévézel, etc.) ou déportés dans les camps de concentration où beaucoup perdirent la vie. Pierre Brossolette, arrêté à Plouhinec, alors qu'il venait de débarquer à Plogoff, torturé par le SD et la Gestapo, préféra se suicider.
Des Finistériens ont aussi collaboré avec les Allemands, notamment le kommando de Landerneau, qui multiplia les exactions. L'abbé Jean-Marie Perrot, suspecté d'être un collaborateur, fut assassiné le 12 décembre 1943.
La libération commence le 5 août 1944, les troupes américaines arrivant en premier via Le Moustoir et Huelgoat. Le siège de Brest dure du 7 août 1944 au 19 septembre 1944, achevant la destruction de la ville. Les troupes allemandes se réfugient dans la presqu'île de Crozon
où le général Ramcke se rend le 19 septembre 1944.
Les derniers combats dans le département concernent le "front de la Laïta" dans le cadre de la poche de Lorient.
Selon le décompte effectué par Georges-Michel Thomas 926 Finistériens (398 résistants exécutés, 384 autres personnes victimes de représailles et 74 disparus) auraient été tués par les Allemands ; 286 FFI auraient été tués lors des combats de la Libération dans le département (il faut y ajouter 52 Finistériens tués lors du siège de Lorient) ; 1 090 Finistériens auraient été déportés dont 549 seraient morts dans les camps nazis ; plus de 500 Finistériens auraient été internés pendant au moins 90 jours. De plus  la guerre aurait fait 1 615 victimes civiles (victimes de bombardements, d'explosion de mines, etc.) dans le département. Deux méprises de l'armée américaine provoquèrent la mort de 6 résistants (plus 5 blessés) à Lesven en Beuzec-Cap-Sizun le 26 août 1944 et de 25 FFI à Telgruc le 3 septembre 1944.

#### Le Finistère après la Seconde Guerre mondiale
L'essor du modèle agricole breton pendant les Trente Glorieuses a concerné le Finistère avec l'essor des élevages hors-sol, notamment avicole et porcin, et de la production laitière, ainsi que des productions maraîchères de la Ceinture dorée (SICA de Saint-Pol-de-Léon, Savéol, etc.) ; le syndicalisme agricole y est puissant (FDSEA du Finistère et CDJA du Finistère principalement, le syndicaliste le plus connu étant Alexis Gourvennec) ; mais ce modèle est en crise (déjà en mai 1972 se produit une "grève du lait" avec séquestration de quatre dirigeants de la Coopérative de Landerneau et blocage généralisé des camions de collecte), à la fois en raison de la concurrence étrangère accrue et des pollutions engendrées par les intrants agricoles, notamment les nitrates à l'origine des marées vertes. Des entreprises agro-alimentaires, par exemple Tilly à Guerlesquin, ont disparu, d'autres ont connu de graves crises (Doux à Châteaulin par exemple), certaines ont mieux résisté (comme Bigard à Quimperlé).
Le désenclavement du Finistère, particulièrement excentré au sein de la France et de l'Union européenne, a été entrepris grâce au Plan routier breton, à la création du port en eau profonde de Roscoff et Brittany Ferries, et à la LGV Bretagne-Pays de la Loire (mise en service en 2017), même si celle-ci s'arrête à Rennes pour sa branche bretonne, les TGV Atlantique poursuivant ensuite leur chemin en empruntant les lignes traditionnelles jusqu'à Brest et Quimper. L'aéroport de Brest-Bretagne participe aussi au désenclavement du département ; celui de Quimper-Bretagne est en difficulté et même menacé de fermeture.
Les manifestations contre le projet de centrale nucléaire de Plogoff entre 1978 et 1981 aboutirent à l'abandon du projet. Mais le Finistère reste très dépendant du reste de la France pour son approvisionnement électrique, en dépit des "autoroutes électriques" (lignes à 225 000 volts) venant du site nucléaire de Flamanville et des sites nucléaires de la vallée de la Loire et de la centrale thermique de Cordemais, en raison de la faiblesse de ses sites de production : la Centrale nucléaire de Brennilis est fermée depuis 1985 (non encore démantelée) ; la production hydroélectrique est négligeable en dépit de l'usine de Saint-Herbot ; les énergies nouvelles restent de modeste importance (en 2019 le département comptait 175 éoliennes réparties sur 40 sites pour une puissance installée de 257,6 MW et 4 482 installations solaires pour une puissance installée de 44 MW). Pour faire face aux pointes de consommation électrique, le Finistère dispose des turbines à gaz de Brennilis et de Dirinon, auxquelles s'ajoute en 2022 la Centrale à cycle combiné gaz de Landivisiau. Le projet Celtic Interconnector (liaison électrique entre l'Irlande et la Bretagne), censé être opérationnel en 2027, devrait sécuriser l'approvisionnement électrique de la pointe de la Bretagne.
La marée noire provoquée par le naufrage du pétrolier Amoco Cadiz le 16 mars 1978 à Portsall a durablement marqué les esprits. Celles engendrées par les naufrages du Torrey Canyon (en 1967) et de l'Erika (en 1999) ont moins concerné le Finistère que les départements voisins, Côtes-d'Armor dans le premier cas, Morbihan dans le second.

## Héraldique
Le département est doté d'un blason :
| Blason | Blasonnement : « Parti, en 1 d'or au lion contourné de sable, et en 2 d'azur au bélier saillant d'argent onglé et accorné d'or, au chef d'argent chargé de cinq mouchetures d'hermine de sable. » Commentaires : le lion morné — c'est-à-dire sans griffes, ni dents, ni langue — de sable sur fond d'or représente l'ancien comté de Léon situé au nord du département. Le bélier d'argent onglé et accorné d'or — c'est-à-dire aux cornes et aux sabots dorés — sur fond d'azur représente l'ancien comté de Cornouaille situé au sud du département. Ce sont les anciennes armes de ces deux comtés, le premier appartenant à la famille de Léon et le second étant attesté depuis la fin du XVIIe siècle. Les hermines de sable sur fond d'argent, rappelant que le département est situé en Bretagne, peuvent symboliser soit les cinq départements historiques bretons, soit les cinq évêchés ou parties d'évêchés ayant servi à la création du département. |

Le Finistère ne dispose cependant pas de drapeau spécifique. Le conseil départemental utilise généralement un drapeau chargé du logotype, reprenant lui-même le blason du département.

## Politique et administration
| Quimper Brest Châteaulin Morlaix Lesneven Landerneau Saint-Thégonnec Huelgoat Bénodet Concarneau Île d'Ouessant Presqu'île de Crozon Île de Sein Archipel des Glénan Île de Batz Manche Océan Atlantique Mer d'Iroise |

| Quimper Brest Châteaulin Morlaix Lesneven Landerneau Saint-Thégonnec Huelgoat Bénodet Concarneau Île d'Ouessant Presqu'île de Crozon Île de Sein Archipel des Glénan Île de Batz Manche Océan Atlantique Mer d'Iroise |

- Liste des députés du Finistère
- Liste des sénateurs du Finistère
- Liste des conseillers généraux du Finistère
- Liste des préfets du Finistère

Les personnalités exerçant une fonction élective dont le mandat est en cours et en lien direct avec le territoire du département du Finistère sont les suivantes :
| Élection                                   | Territoire                                                            | Titre                              | Nom                     | Tendance politique | - | Début de mandat  | Fin de mandat |
| ------------------------------------------ | --------------------------------------------------------------------- | ---------------------------------- | ----------------------- | ------------------ | - | ---------------- | ------------- |
| Départementales                            | Conseil départemental du Finistère                                    | Président du conseil départemental | Maël de Calan           | DVD                |   | 1er juillet 2021 | 2026          |
| Législatives                               | Première circonscription du Finistère - Quimper et sud                | Députée                            | Annaïg Le Meur          | LREM               |   | 2022             | 2027          |
| Législatives                               | Deuxième circonscription du Finistère - Brest ville                   | Député                             | Jean-Charles Larsonneur | LREM               |   | 2022             | 2027          |
| Législatives                               | Troisième circonscription du Finistère - Brest campagne et nord-ouest | Député                             | Didier Le Gac           | LREM               |   | 2022             | 2027          |
| Législatives                               | Quatrième circonscription du Finistère - Morlaix et nord-est          | Députée                            | Sandrine Le Feur        | LREM               |   | 2022             | 2027          |
| Législatives                               | Cinquième circonscription du Finistère - Landerneau et nord           | Députée                            | Graziella Melchior      | LREM               |   | 2022             | 2027          |
| Législatives                               | Sixième circonscription du Finistère - Châteaulin et centre           | Député                             | Mélanie Thomin          | PS                 |   | 2022             | 2027          |
| Législatives                               | Septième circonscription du Finistère - Douarnenez et sud-ouest       | Députée                            | Liliana Tanguy          | LREM               |   | 2022             | 2027          |
| Législatives                               | Huitième circonscription du Finistère - Concarneau-Quimperlé          | Député                             | Erwan Balanant          | MoDem              |   | 2022             | 2027          |
| Sénatoriales (suffrage universel indirect) | Département du Finistère                                              | Sénateur                           | Michel Canévet          | UDI                |   | 2020             | 2026          |
| Sénatoriales (suffrage universel indirect) | Département du Finistère                                              | Sénatrice                          | Nadège Havet            | LREM               |   | 2020             | 2026          |
| Sénatoriales (suffrage universel indirect) | Département du Finistère                                              | Sénateur                           | Jean-Luc Fichet         | PS                 |   | 2020             | 2026          |
| Sénatoriales (suffrage universel indirect) | Département du Finistère                                              | Sénateur                           | Philippe Paul           | LR                 |   | 2020             | 2026          |
| Régionales                                 | Bretagne                                                              | Président du conseil régional      | Loïg Chesnais-Girard    | PS                 |   | 2 juillet 2021   | 2027          |
| Présidentielle                             | France                                                                | Président de la République         | Emmanuel Macron         | LREM               |   | mai 2022         | mai 2027      |

### Découpage administratif
Le département du Finistère est divisé en 4 arrondissements, 54 cantons et 282 communes. Son chef-lieu est Quimper. La commune la plus peuplée est Brest et la plus étendue Scaër. Quatre communes sont des îles — Île-de-Batz, Île-de-Sein, Île-Molène, et Ouessant — tandis que l'archipel des Glénan est administré par la commune de Fouesnant. La commune de l'Île-Tudy n'est pas une île, malgré son nom.
Les quatre arrondissements sont les suivants :
- arrondissement de Quimper, au sud. Il regroupe 17 cantons et 81 communes, a une superficie de 2 202 km2 et est peuplé de 311 718 habitants ;
- arrondissement de Brest, au nord-ouest. Il regroupe 20 cantons et 80 communes, a une superficie de 1 408 km2 et est peuplé de 362 380 habitants ;
- arrondissement de Châteaulin, au centre. Il regroupe 7 cantons et 61 communes, a une superficie de 1 804 km2 et est peuplé de 84 910 habitants ;
- arrondissement de Morlaix, au nord-est. Il regroupe 10 cantons et 60 communes, a une superficie de 1 319 km2 et est peuplé de 126 898 habitants.

Un cinquième arrondissement, celui de Quimperlé, a été supprimé en 1926.
- Anciennes communes du Finistère.

La division historique entre le nord et le sud du département est toujours apparente dans l'organisation de différentes entités publiques (Assurance maladie, Allocations familiales, Assurance chômage, etc.), mixtes ou privées.
Les adresses postales doivent comporter le code du département à partir de 1965. À partir de mai 1962, afin d’accélérer la distribution, il est demandé de préciser "Nord-Finistère" ou "Sud-Finistère", puis « 29N » ou « 29S », selon que le courrier doit être acheminé au centre de tri postal de Brest ou à celui de Quimper. Il s'agissait d'une spécificité de la Poste, et le « 29 » (sans N ni S) figurait déjà sur les plaques d'immatriculation. À partir de 1972, c’est le code postal qui s’impose dans toute la France. Dans le Finistère, pour ne pas bouleverser la logique nord – sud, les codes attribués aux communes du sud-Finistère ont la structure 291xx, tandis que les codes attribués aux communes du nord-Finistère ont la structure 292xx. Cette méthode de numérotation propre au 29 laisse inutilisées des centaines de possibilités. L’Administration modifiera cette logique en 1989, Névez passant par exemple du code 29139 au code 29920.

## Économie
Le département représente 50 % de la pêche bretonne en termes d’effectifs et de navires.

### Transport

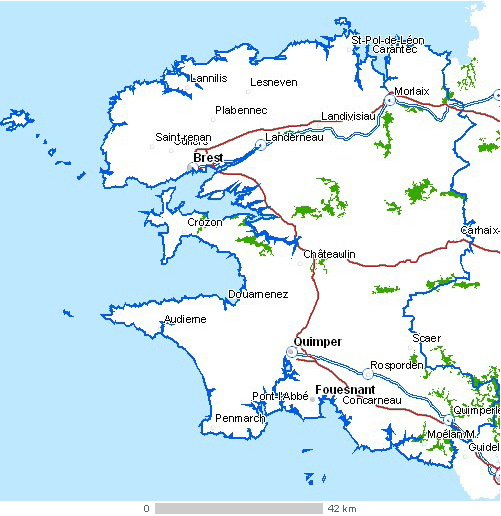
Carte du Finistère.

### Tourisme
Le département du Finistère a obtenu en 2024 la deuxième place du classement GreenGo de « l'écoresponsabilité » pour le tourisme durable, derrière l'Ardèche et devant la Gironde. 

#### Les résidences secondaires
Selon le recensement général de la population du 1er janvier 2008, 13,5 % des logements disponibles dans le département étaient des résidences secondaires.
Ce tableau indique les principales communes du Finistère dont les résidences secondaires et occasionnelles dépassent 10 % des logements totaux en 2008 :
| Ville                | Population municipale | Nombre de logements | Résidences secondaires | % de résidences secondaires |
| -------------------- | --------------------- | ------------------- | ---------------------- | --------------------------- |
| Île-Tudy             | 691                   | 1 498               | 1 149                  | 76,69 %                     |
| Île-de-Sein          | 214                   | 352                 | 216                    | 61,15 %                     |
| Bénodet              | 3 208                 | 4 310               | 2 572                  | 59,67 %                     |
| Saint-Nic            | 743                   | 1 048               | 614                    | 58,60 %                     |
| Île-de-Batz          | 574                   | 746                 | 427                    | 57,16 %                     |
| Brignogan-Plages     | 844                   | 1 014               | 558                    | 55,01 %                     |
| Locquirec            | 1 437                 | 1 580               | 814                    | 51,52 %                     |
| Ouessant             | 856                   | 941                 | 459                    | 48,77 %                     |
| Loctudy              | 4 161                 | 3 838               | 1 850                  | 48,20 %                     |
| Névez                | 2 679                 | 2 631               | 1 250                  | 47,50 %                     |
| Landunvez            | 1 353                 | 1 242               | 559                    | 45,01 %                     |
| Roscanvel            | 958                   | 882                 | 383                    | 43,41 %                     |
| Carantec             | 3 309                 | 3 079               | 1 312                  | 42,60 %                     |
| Crozon               | 7 680                 | 6 584               | 2 782                  | 42,25 %                     |
| Clohars-Carnoët      | 3 999                 | 3 766               | 1 585                  | 42,09 %                     |
| Plounéour-Trez       | 1 242                 | 1 054               | 435                    | 41,25 %                     |
| Combrit              | 3 469                 | 2 668               | 1 060                  | 39,71 %                     |
| Porspoder            | 1 646                 | 1 408               | 558                    | 39,61 %                     |
| Fouesnant            | 9 557                 | 7 756               | 3 026                  | 39,02 %                     |
| Plovan               | 693                   | 538                 | 209                    | 38,93 %                     |
| Camaret-sur-Mer      | 2 595                 | 2 203               | 827                    | 37,53 %                     |
| Plougonvelin         | 3 625                 | 2 549               | 956                    | 37,50 %                     |
| Primelin             | 743                   | 670                 | 247                    | 36,92 %                     |
| Cléden-Cap-Sizun     | 992                   | 786                 | 283                    | 36,04 %                     |
| Plougasnou           | 3 231                 | 2 750               | 982                    | 35,71 %                     |
| Kerlouan             | 2 272                 | 1 682               | 567                    | 33,70 %                     |
| Treffiagat           | 2 313                 | 1 642               | 545                    | 33,19 %                     |
| Esquibien            | 1 600                 | 1 223               | 405                    | 33,09 %                     |
| Plobannalec-Lesconil | 3 321                 | 2 458               | 810                    | 32,96 %                     |
| Tréflez              | 901                   | 613                 | 200                    | 32,55 %                     |
| Scrignac             | 809                   | 730                 | 237                    | 32,47 %                     |
| Audierne             | 2 319                 | 1 993               | 647                    | 32,45 %                     |
| Plozévet             | 2 943                 | 2 263               | 730                    | 32,26 %                     |
| Roscoff              | 3 648                 | 2 834               | 909                    | 32,06 %                     |
| Lanildut             | 944                   | 646                 | 204                    | 31,58 %                     |
| Penmarc'h            | 5 633                 | 4 558               | 1 433                  | 31,44 %                     |
| Plomodiern           | 2 162                 | 1 441               | 453                    | 31,40 %                     |
| Plogoff              | 1 374                 | 1 072               | 332                    | 30,95 %                     |
| Berrien              | 944                   | 706                 | 218                    | 30,93 %                     |
| Saint-Pabu           | 1 849                 | 1 182               | 357                    | 30,22 %                     |
| La Forêt-Fouesnant   | 3 261                 | 2 223               | 650                    | 29,24 %                     |
| Lampaul-Plouarzel    | 2 058                 | 1 360               | 396                    | 29,14 %                     |
| Plonévez-Porzay      | 1 679                 | 1 097               | 319                    | 29,04 %                     |
| Moëlan-sur-Mer       | 6 932                 | 4 843               | 1 392                  | 28,74 %                     |
| Plouhinec            | 4 267                 | 3 010               | 864                    | 28,69 %                     |
| Telgruc-sur-Mer      | 2 042                 | 1 343               | 372                    | 27,74 %                     |
| Le Conquet           | 2 604                 | 1 736               | 476                    | 27,41 %                     |
| Plouguerneau         | 6 275                 | 4 068               | 1 093                  | 26,88 %                     |
| Guilvinec            | 2 998                 | 2 552               | 683                    | 26,75 %                     |
| Cléder               | 3 814                 | 2 451               | 645                    | 26,32 %                     |
| Plouescat            | 3 736                 | 2 466               | 641                    | 25,98 %                     |
| Trégunc              | 6 799                 | 4 414               | 1 141                  | 25,85 %                     |
| Sibiril              | 1 974                 | 794                 | 201                    | 25,36 %                     |
| Logonna-Daoulas      | 2 053                 | 1 191               | 296                    | 24,83 %                     |
| Pont-Aven            | 2 929                 | 2 298               | 568                    | 24,72 %                     |
| Guissény             | 1 886                 | 1 226               | 302                    | 24,65 %                     |
| Santec               | 2 280                 | 1 439               | 344                    | 23,92 %                     |
| Landéda              | 3 628                 | 1 982               | 417                    | 21,02 %                     |
| Plouarzel            | 3 391                 | 1 740               | 357                    | 20,54 %                     |
| Riec-sur-Bélon       | 4 162                 | 2 510               | 510                    | 20,34 %                     |
| Pouldreuzic          | 1 838                 | 1 111               | 214                    | 19,30 %                     |
| Huelgoat             | 1 602                 | 1 125               | 212                    | 18,84 %                     |
| Ploudalmézeau        | 6 070                 | 3 095               | 569                    | 18,38 %                     |
| Plonévez-du-Faou     | 2 099                 | 1 339               | 214                    | 15,95 %                     |
| Plomeur              | 3 579                 | 1 878               | 286                    | 15,25 %                     |
| Plounévez-Lochrist   | 2 391                 | 1 337               | 202                    | 15,11 %                     |
| Douarnenez           | 15 066                | 9 746               | 1 402                  | 14,39 %                     |
| Concarneau           | 20 096                | 12 092              | 1 529                  | 12,64 %                     |
| Châteauneuf-du-Faou  | 3 698                 | 2 146               | 271                    | 12,62 %                     |

- Source INSEE, chiffres au 1er janvier 2008.

## Démographie

Densité de population par commune en 2007.
>400 hab./km2
200 à 400 hab./km2
100 à 200 hab./km2
50 à 100 hab./km2
25 à 50 hab./km2
<25 hab./km2

Les habitants du Finistère sont les Finistériens.
Le Finistère était déjà peuplé au néolithique comme l'atteste la présence de nombreux mégalithes et menhirs. Entre le IVe et le VIIe siècle, il y eut plusieurs vagues migratrices des Bretons insulaires vers l'Armorique à la suite de la désorganisation de l'Empire romain et aux invasions des Saxons et des Angles. Ils se mêlèrent aux populations locales présentes sur place. Par la suite, la population du Finistère demeura isolée des autres populations à cause de son particularisme linguistique et de la position du Finistère à l'extrémité d'une péninsule. La francisation des Finistériens et le désenclavement de la péninsule grâce aux moyens modernes de transport contribueront à faciliter le brassage ethnique avec les habitants d'autres régions.
Beaucoup de Finistériens ont été obligés de s'expatrier pour trouver un travail à partir des années 1850. La région parisienne ainsi que les grandes villes de l'ouest de Rennes et de Nantes et les ports du Havre et Toulon ont constitué les destinations favorites. Aujourd'hui les Finistériens tendent à vouloir revenir de plus en plus souvent dans leur département d'origine. La région parisienne où les prix de l'immobilier sont élevés attire de moins en moins.
La majeure partie de la population vit dans les villes. Le taux d'urbanisation de la population atteint en effet 73 %. Brest compte environ 200 000 habitants pour son agglomération et Quimper environ 80 000 habitants. La population se concentre dans les zones proches du littoral tandis que l'intérieur des terres (régions des monts d'Arrée et des montagnes Noires) est largement sous-peuplée et a vu sa population fortement décliner au cours de la première moitié du XXe siècle en raison d'un important exode rural. Le département compte 901 293 habitants au 1er janvier 2012. Il est l'un des plus peuplés de France et se classe à la 24e place pour le nombre d'habitants.

### Évolution démographique
En 2022, le département comptait 927 912 habitants, en évolution de +2,16 % par rapport à 2016 (France hors Mayotte : +2,11 %).
| 1791    | 1801    | 1806    | 1821    | 1826    | 1831    | 1836    | 1841    | 1846    |
| ------- | ------- | ------- | ------- | ------- | ------- | ------- | ------- | ------- |
| 285 730 | 439 046 | 452 895 | 483 095 | 502 851 | 524 396 | 546 955 | 576 068 | 612 151 |

| 1851    | 1856    | 1861    | 1866    | 1872    | 1876    | 1881    | 1886    | 1891    |
| ------- | ------- | ------- | ------- | ------- | ------- | ------- | ------- | ------- |
| 617 710 | 606 552 | 627 304 | 662 485 | 642 963 | 666 106 | 681 564 | 707 820 | 727 012 |

| 1896    | 1901    | 1906    | 1911    | 1921    | 1926    | 1931    | 1936    | 1946    |
| ------- | ------- | ------- | ------- | ------- | ------- | ------- | ------- | ------- |
| 739 648 | 773 014 | 795 103 | 809 771 | 762 514 | 753 702 | 744 295 | 756 793 | 724 735 |

| 1954    | 1962    | 1968    | 1975    | 1982    | 1990    | 1999    | 2006    | 2011    |
| ------- | ------- | ------- | ------- | ------- | ------- | ------- | ------- | ------- |
| 727 847 | 749 558 | 768 929 | 804 088 | 828 164 | 838 687 | 852 418 | 883 001 | 899 870 |

| 2016    | 2021    | 2022    | - | - | - | - | - | - |
| ------- | ------- | ------- | - | - | - | - | - | - |
| 908 249 | 921 638 | 927 912 | - | - | - | - | - | - |

### Communes les plus peuplées
| Nom                | Code Insee | Intercommunalité                        | Superficie (km2) | Population (dernière pop. légale) | Densité (hab./km2) | Modifier                                    |
| ------------------ | ---------- | --------------------------------------- | ---------------- | --------------------------------- | ------------------ | ------------------------------------------- |
| Brest              | 29019      | Brest Métropole                         | 49,51            | 140 993 (2022)                    | 2 848              | modifier les données · modifier les données |
| Quimper            | 29232      | CA Quimper Bretagne occidentale         | 84,45            | 64 530 (2022)                     | 764                | modifier les données · modifier les données |
| Concarneau         | 29039      | CA Concarneau Cornouaille Agglomération | 41,08            | 20 632 (2022)                     | 502                | modifier les données · modifier les données |
| Landerneau         | 29103      | CA du pays de Landerneau-Daoulas        | 13,19            | 16 327 (2022)                     | 1 238              | modifier les données · modifier les données |
| Guipavas           | 29075      | Brest Métropole                         | 44,13            | 15 401 (2022)                     | 349                | modifier les données · modifier les données |
| Morlaix            | 29151      | CA Morlaix Communauté                   | 24,82            | 15 220 (2022)                     | 613                | modifier les données · modifier les données |
| Douarnenez         | 29046      | CC Douarnenez Communauté                | 24,94            | 14 188 (2022)                     | 569                | modifier les données · modifier les données |
| Plouzané           | 29212      | Brest Métropole                         | 33,14            | 13 437 (2022)                     | 405                | modifier les données · modifier les données |
| Plougastel-Daoulas | 29189      | Brest Métropole                         | 46,83            | 13 431 (2022)                     | 287                | modifier les données · modifier les données |
| Quimperlé          | 29233      | CA Quimperlé Communauté                 | 31,73            | 12 444 (2022)                     | 392                | modifier les données · modifier les données |
| Le Relecq-Kerhuon  | 29235      | Brest Métropole                         | 6,43             | 11 837 (2022)                     | 1 841              | modifier les données · modifier les données |
| Fouesnant          | 29058      | CC du Pays fouesnantais                 | 32,76            | 10 204 (2022)                     | 311                | modifier les données · modifier les données |
| Landivisiau        | 29105      | CC du Pays de Landivisiau               | 18,99            | 9 197 (2022)                      | 484                | modifier les données · modifier les données |
| Plabennec          | 29160      | CC du pays des Abers                    | 50,43            | 8 633 (2022)                      | 171                | modifier les données · modifier les données |
| Ergué-Gabéric      | 29051      | CA Quimper Bretagne occidentale         | 39,87            | 8 576 (2022)                      | 215                | modifier les données · modifier les données |

## Culture
- Liste des monuments historiques du Finistère

### Cercles Celtiques et Bagadoù du Finistère
Adhérents aux Confédérations Kenleur (cercles) et Confédération Sonerion (Bagad)
Korollerien Benodet de Bénodet,
Ahès de Carhaix,
Alc’houederien Kastellin de Châteaulin,
Korollerien Laëta de Clohars-Carnoët,
Avel dro Gwiseni de Guissény,
Eostiged ar Stangala de Kerfeunteun-Quimper,
Eskell an Elorn de Landerneau,
Danserien Lann Tivizio de Landivisiau,
Strollad Bro Landi de Landivisiau,
Bro ar Ster Goz du Faou,
Korollerien Montroulez de Morlaix,
Sparfelled Plogoneg de Plogonnec,
Milinerien Ploveilh de Plomelin,
Pleon Pavenn de Plonéour-Lanvern,
Bleunioù Sivi de Plougastel-Daoulas,
Les amis danses bretonnes de Plouigneau,
Kizhier Pluguen de Pluguffan.
Bro Goz ar Milinou de Pont-Aven.
Kañfarded Sant Evarzeg de Saint-Evarzec,
Krog Mad de Guiclan,
Cercle Celtique de Guimaëc,
Danserien Brest de Brest,
Danserien Sant Martin de Saint-Martin-des-Champs,
Molan Douar Ar Mor de Moëlan-sur-Mer,
Lapouzed ar Menez de Sizun,
Brug ar Menez de Spézet,
Ar Banal Aour de Bannalec,
Groupe des Bruyères de Beuzec-Cap-Sizun,
Cercle Celtique de Combrit.
Ar Rouedoù Glas de Concarneau,
Korollerien Kraon de Crozon,
Ar Vro Melenig d'Elliant,
Ar Pintiged Foen de Fouesnant,
Ar Bleunioù Kignez de La Forêt-Fouesnant,
Ar Vro Vigoudenn de Pont-L'Abbé,
Giz'Kalon de Quimperlé,
Gwen Ha Du de Landrévarzec,
Danserien Kemper de Quimper (Ergué-Armel),
Mederien Penhars de Quimper (Penhars),
Korriganed Ar Meilhoù Glas de Quimper (Moulin-Vert),
Livioù Kerien de Querrien,
Bleunioù Lann An Aven de Riec-sur-Bélon,
Ensemble Bleuniadur de Saint-Pol-de-Léon,
Beg An Douar de Saint-Renan,
Dañserien An Aberioù de Lannilis,
Kalon Sant Yann de Saint-Jean-Trolimon,
Bagad Ar Meilhoù Glaz (Moulin Vert),
Bagad Beuzec Ar C’hap (Beuzec Cap Sizun),
Bagad Brieg (Briec),
Bagad Bro Kemperlé (Quimperlé),
Bagad Cap Caval (Plomeur),
Bagad Kemper (Quimper),
Bagad Konk Kerne (Concarneau),
Bagad Plougastel Daoulas,
Bagad Bro An Aberiou (Plabennec),
Bagad Bro Landerne (Landerneau),
Bagad Glaziked Pouldregad (Pouldergat),
Bagad Karaez (Carhaix),
Bagad Kombrid (Combrit),
Bagad Landi (Landivisiau),
Bagad Penhars (Quimper),
Bagad Brest St Mark,
Bagadig Brieg,
Bagad Eostiged Ar Mene, (Plomodiern),
Bagad Glazik kemper,
Bagad Bro Montroulez (Morlaix),
Bagad An Eor Du (Ploudalmezeau),
Bagad An Erge Vihan (Ergué Armel),
Bagad Ar Banal Aour (Bannalec),
Bagad Avel Dro (Pagan Guisseny),
Bagad Bro Foen (Fouesnant),
Bagad Kevrenn Kastell (St Pol de Leon),
Bagad Ergué Vraz (Ergué Gabéric),
Bagad Osismi Speied (Spezet),
Bagadig Cap Caval (Plomeur),
Bagadig Plougastell,
Bagadig Penhars,
Bagadig Moulin Vert,
Bagad An Arvorig,
Bagad An Dreizherien,
Bagad Ar Vro Vigoudenn Uhel,
Bagad Bro Skaër (Scaer),
Bagad Kerhor (Kerhuon),
Bagad Loctudy,
Bagad Ribl An Elorn,
Bagad St Patrick,
Bagadig Beuzec Ar C’hap (Beuzec Cap SIzun),
Bagadig Bro An Aberiou (Plabennec),
Bagadig Bro Kemperle (Quimperlé),
Bagadig Bro Landerne (Landerne),
Bagadig Bro Montroulez (Morlaix)
Bagadig Karaez (Carhaix),
Bagadig Kemper (Quimper),
Bagadig Konk Kerne,
Bagadig Landi (Landivisiau),
Bagadig Pouldregad (Pouldergat),
Yaouankiz CAP CAVAL Plomeur,
Bagad Ar Re Goz,
Skolaj Skaer et
Skolaj Penn ar Bed

### Langues
Plusieurs dialectes de la langue bretonne sont en usage dans le Finistère. Les deux principaux étaient le léonard parlé dans le tiers nord du département et le cornouaillais dans les deux tiers sud. Le trégorrois et le vannetais étaient parlés dans de petites zones situées à l'est de Morlaix pour le premier et à l'est de Quimperlé pour le second. Il n'existait pas de véritable frontière linguistique entre ces différents dialectes. Il s'agissait plutôt de petites variations à l'échelon local, au niveau de chaque paroisse, si bien que plus on s'écartait de sa paroisse d'origine, plus l'intercompréhension linguistique était rendue difficile. Il existait aussi des formes locales de français parlées uniquement dans les villes. Ainsi à Quimper, les habitants parlaient le quimpertin. Du fait de la présence de la Royale, devenue Marine nationale, à Brest, son agglomération est historiquement francophone.
Aujourd'hui, la population est largement francophone. Le Finistère Penn-ar-Bed en breton, ce qui signifie « bout du monde ») est néanmoins le département le plus bretonnant de Bretagne. Les effectifs pondérés que fournit l'enquête Étude de l'histoire familiale menée par l'INSEE en 1999 sont de plus de 132 000 bretonnants de plus de 18 ans pour ce seul département. S'y ajoutent notamment les effectifs des écoles bilingues qui se montent à 4 333 élèves à la rentrée 2005, ou encore les élèves suivant des cours de breton dans les établissements publics du primaire (plus de 7 600 en 2002/2003) ou du secondaire (plus de 1 800 en 2002/2003). La signalisation routière bilingue est utilisée dans le département.

### Patrimoine religieux
Le paysage du Finistère est profondément marqué par son patrimoine religieux.
Ainsi, on y trouve deux cathédrales à Quimper et à Saint-Pol-de-Léon.
Les bourgs possèdent des églises renfermant bien souvent des trésors : calvaires, retables, baptistères, etc.
Ce patrimoine religieux est marqué spécifiquement par la présence d'enclos paroissiaux notamment autour de la vallée de l'Elorn (La Roche Maurice, La Martyre, Bodilis...) mais aussi Saint-Thégonnec, Guimiliau ou encore Pleyben.
Enfin, la campagne est parsemée de calvaires et de chapelles situées dans des hameaux voire totalement isolées.

### Dans la peinture
Le peintre Eugène Boudin, un des mentors du mouvement impressionniste, séjourne dès 1855 en Bretagne à Douarnenez, Tréboul et ses environs. Il effectuera plus de 23 déplacements en Bretagne et  fait un long voyage entre Le Croisic et la pointe du Raz en passant par Pont-Aven.

### Parcs et jardins
- Conservatoire botanique national – Brest[59] ;
- Le jardin des Explorateurs – Brest ;
- Parc Claude-Goude – Carantec ;
- Parc botanique de Cornouaille – Combrit[60] ;
- Jardins de l'abbaye Notre-Dame de Daoulas – Daoulas[61] ;
- Jardin du château de Boutiguéry – Gouesnach[62] ;
- Parc du manoir de Trogriffon – Henvic ;
- Arboretum du Poërop et forêt de Huelgoat – Huelgoat[63] ;
- Jardin Georges Delaselle – Île-de-Batz[64] ;
- Parc du manoir de Kerazan – Loctudy[65] ;
- Jardin de la Retraite – Quimper ;
- Jardin du Prieuré – Quimper ;
- Le domaine du château de Lanniron – Quimper ;
- Jardin exotique et botanique – Roscoff[66] ;
- Parc et Jardins du château de Trévarez – Saint-Goazec[67] ;
- Parc du château de Bagatelle – Saint-Martin-des-Champs ;
- Château de Kerjean – Saint-Vougay[68] ;
- Château de Kérouzéré – Sibiril ;
- Jardin botanique des montagnes Noires – Spézet[69].

#### Principales personnalités finistériennes
- Étienne Gourmelen (vers 1530-1593), médecin.
- Michel Le Nobletz, prédicateur.
- Julien Maunoir, prédicateur.
- Jean-François de La Marche (1729-1806).
- René Madec (1736-1784), marchand et nabab.
- Théophile-Malo de La Tour d'Auvergne-Corret (1743-1800), premier grenadier de la République.
- Jean Victor Moreau (1763-1813), général.
- René Laennec (1781-1826), médecin.
- Guy Le Guen de Kerangal, député.
- Édouard Corbière, écrivain.
- Albert de Mun, homme politique.
- François Tanguy-Prigent, homme politique et syndicaliste.
- Alexis Gourvennec, agriculteur et syndicaliste.
- Édouard Leclerc, commerçant.
- Louis Le Pensec, homme politique.
- Jean Jestin, Compagnon de la Libération
- René Lannuzel, missionnaire et prêtre de Opotiki

#### Bateaux
Plusieurs bateaux ont porté le nom Finistère, dont :
- Un bateau de deux roues à aubes, construit en 1846 au Havre pour le compte de la « Compagnie des paquebots à vapeur du Finistère ».
- Un bateau à hélices, construit initialement pour une compagnie anglaise et qui avait pour nom Scotia, fut rebaptisé Finistère et succéda au précédent sur la ligne de transports de passagers entre Morlaix et Le Havre, avant d'être vendu en 1912 à la compagnie Schiaffino et de faire du transport maritime le long des côtes algériennes.
- En 1917, un cargo, initialement anglais sous le nom de Kinmount, est brièvement sous pavillon français sous le nom de Finistère.
- Après la Première Guerre mondiale deux autres cargos de la compagnie Schiaffino portent successivement le nom : Finistère  ; le second, un ancien trois mâts anglais construit en 1909 et ayant porté alors le nom de Teesider, fut armé pendant la Seconde Guerre mondiale et devint un croiseur auxiliaire sous le nom de code X-35 ; il reprit du service comme cargo après la guerre et fut démoli en 1954[70].